# Istoria Africii

Statele Africii precoloniale

Africa este considerată „leagănul omenirii” datorită apariției aici a primilor hominizi precum Lucy, un austalopitec fosilizat descoperit în Etiopia datând de peste 4,4 milioane de ani sau chiar mai vechi, precum cel descoperit în Podișul Tugen, numit ororin tugenensis datând de aprox. 6 milioane de ani.. Aceștia sunt cei mai timpurii strămoși ai omului care vor evolua spre homo erectus de acum 350 000 de ani, considerat strămoșul omului modern homo sapiens apărut în estul Africii. Agricultura apare aici în jurul anului 10 000 î.e.n., iar metalurgia în jur de 4 000 î.e.n. Primele civilizații africane apar în Egipt și mai apoi în Magreb și Cornul Africii. În Evul Mediu, islamul se răspândește în regiune, Timbutku devenind un centru major de cultură musulmană. Tot în această perioadă apar diverse state și formațiuni politice pe continent.
Începând cu secolul al XV-lea, europenii și arabii iau sclavi din diferite regiuni ale Africii pentru a-i duce peste mării luând astfel naștere comerțul cu sclavi africani. Colonizarea europeană se transformă rapid în ceea ce va deveni la sfârșitul secolului XIX și începutul secolului XX Bătălia pentru Africa, urmată de lupte pentru independență și decolonizare după Al Doilea Război Mondial.
Scrierea unei istorii a Africii este o mare provocare pentru cercetătorii din domeniu datorita lipsei surselor scrise în special în Africa subsahariană. Istoria orală, istoria lingvistică, arheologia și istoria genetică a Africii au avut un rol determinant în scrierea unei istorii a Africii. În plus, condițiile dificile de mediu, politice sau economice au încetinit în mare măsură cercetarea arheologică, ca și materialele biodegradabile ca lemnul sau diferite plante din care au fost construite satele și orașele africane. De asemenea, multe din datele venite prin tradiția orală nu au fost înregistrate cu acuratețe în trecut, astfel că diferiți cercetători au versiuni foarte diferite asupra cronologiei și evenimentelor din istoria africană. Din această cauză Africa este considerată un „continent întunecat” sau un „continent fără istorie”.
Din punct de vedere geografic istoria africană poate fi împărțită în două: 
- Istoria Africii de Nord, centrată mai ales pe istoria Egiptului de unde avem date scrise de peste 5 000 de ani, dar și a celorlalte regiuni aflate de timpuriu în contact cu civilizațiile mediteraneene europene și asiatice, și
- Istoria Africii subsahariene separate de acest obstacol natural care este Sahara. Aici încep a fi descoperite cu greu în junglă rămășițele unor state puternice precum cel din Mali sau Zimbzbwe. Există, de asemenea, și o zonă de tranziție pe coasta estică în Cornul Africii, unde Etiopia, Eritreea și Sudan sunt considerate ca făcând parte atât din Africa de Nord cât și ca regiune de tranzit spre sud, dar și ca legătură cu Asia.

Din punct de vedere lingvistic există tot o împărțire între nord și sud. Astfel, în nord se află grupul de limbi afro-asiatice, iar în sud grupul de limbi Niger-Congo sau kordofanian (cel mai important_. Alte grupuri lingvistice importante sunt khoisan din zona deșertului Namibiei și swahili, o limbă modernă născută pe coasta de est din simbioza limbilor africane cu araba.
O clasificare cronologică ar împărți Africa în Africa precolonială, Africa colonială și Africa postcolonială. 

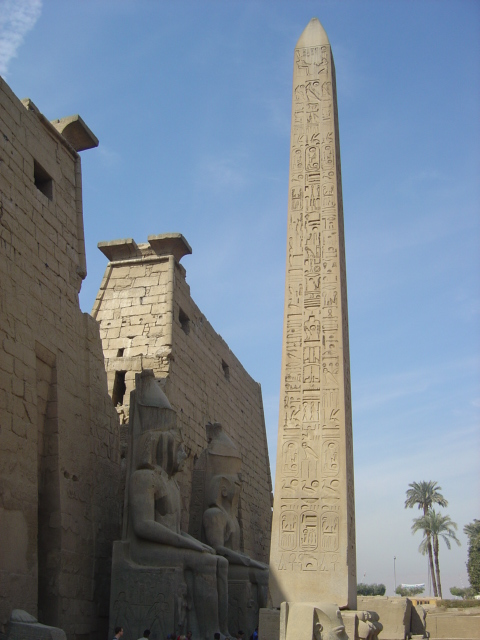
Obeliscul templului din Luxor, Egipt. c. 1200 î.Hr.

## Epoca pre-colonială (300-1600)

### Africa subsahariană

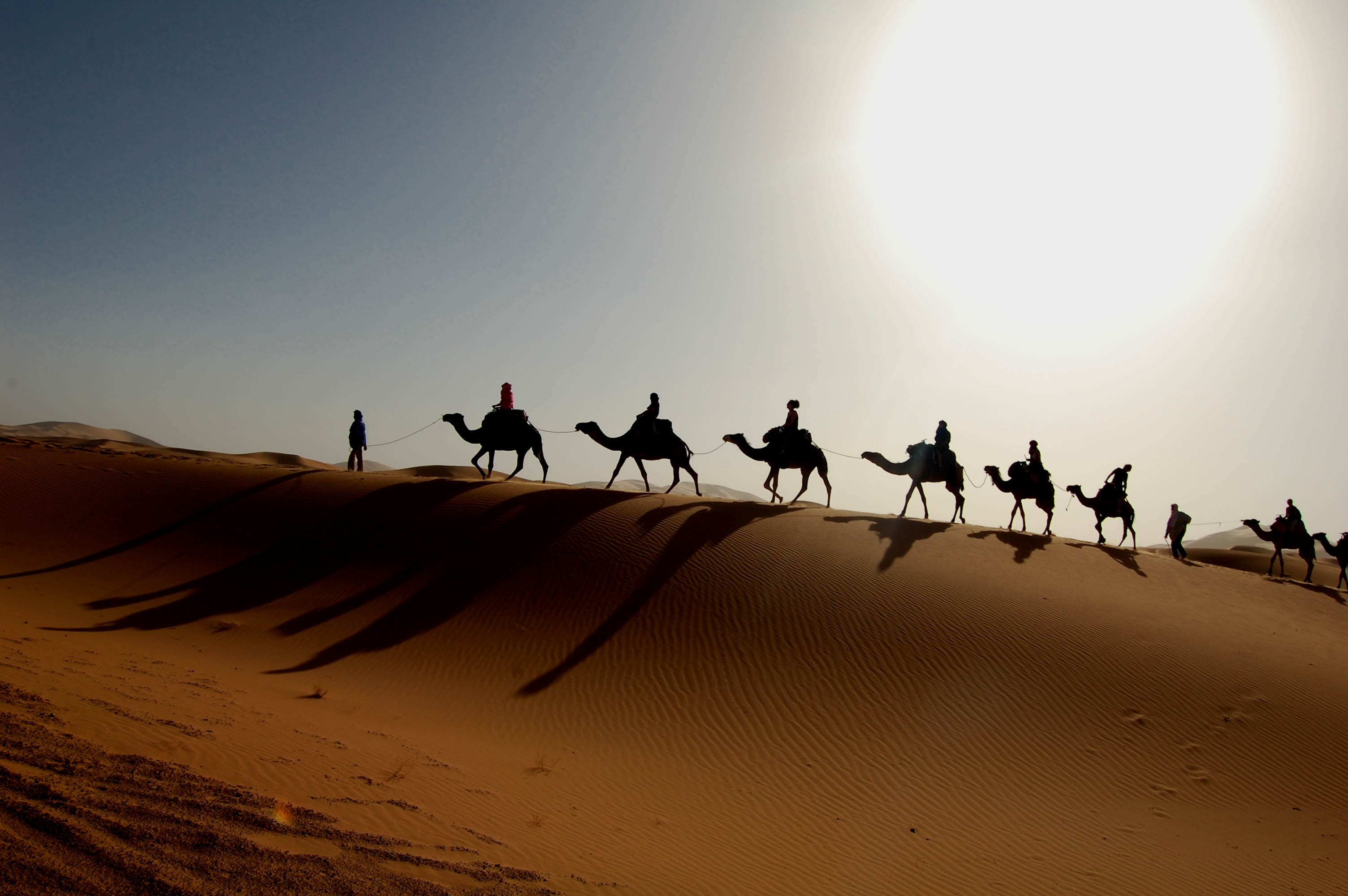
Caravana in Sahara

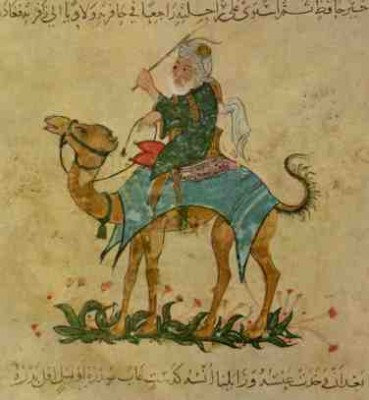
Ibn Battuta

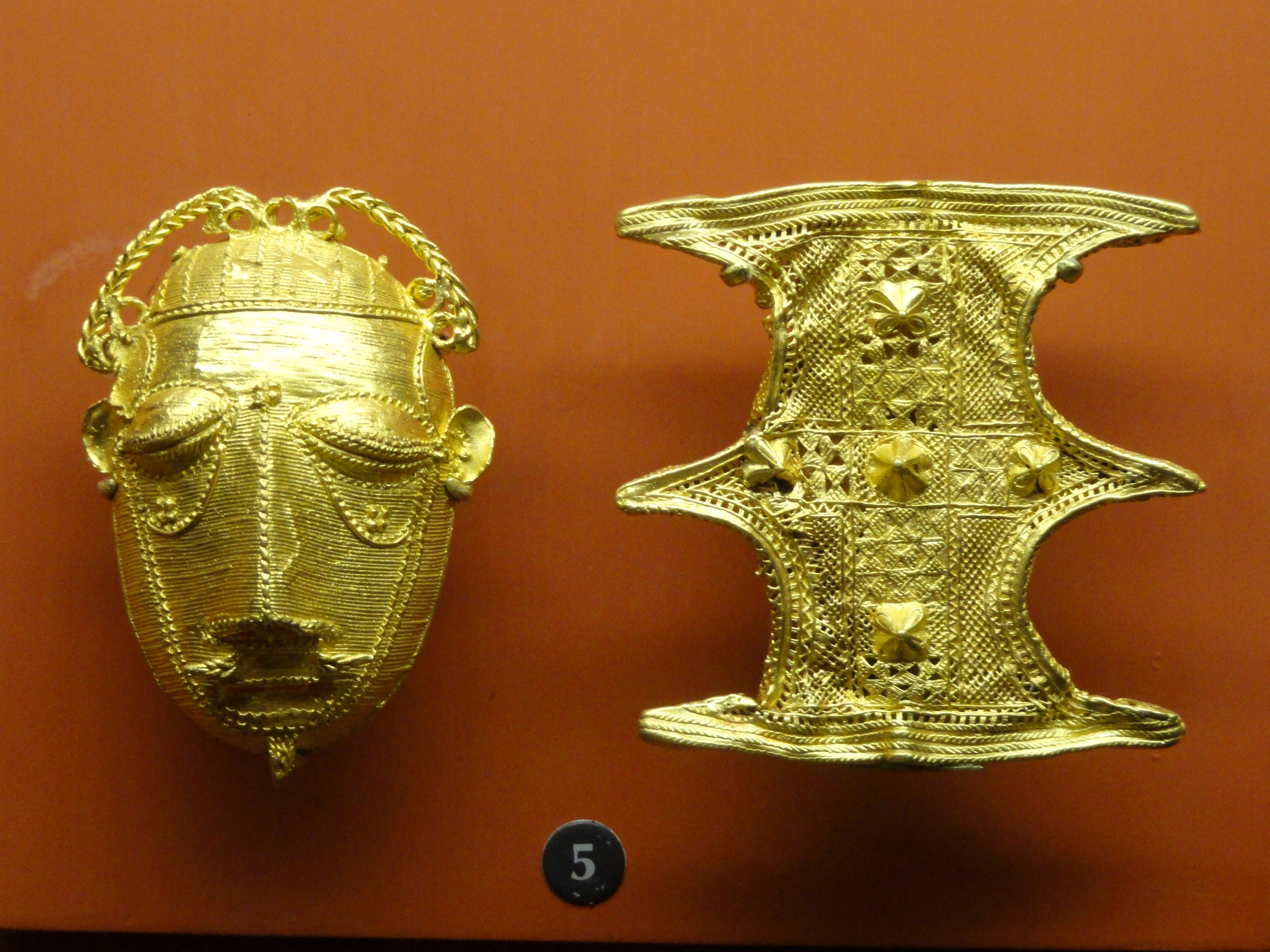
Ornamente din aur african

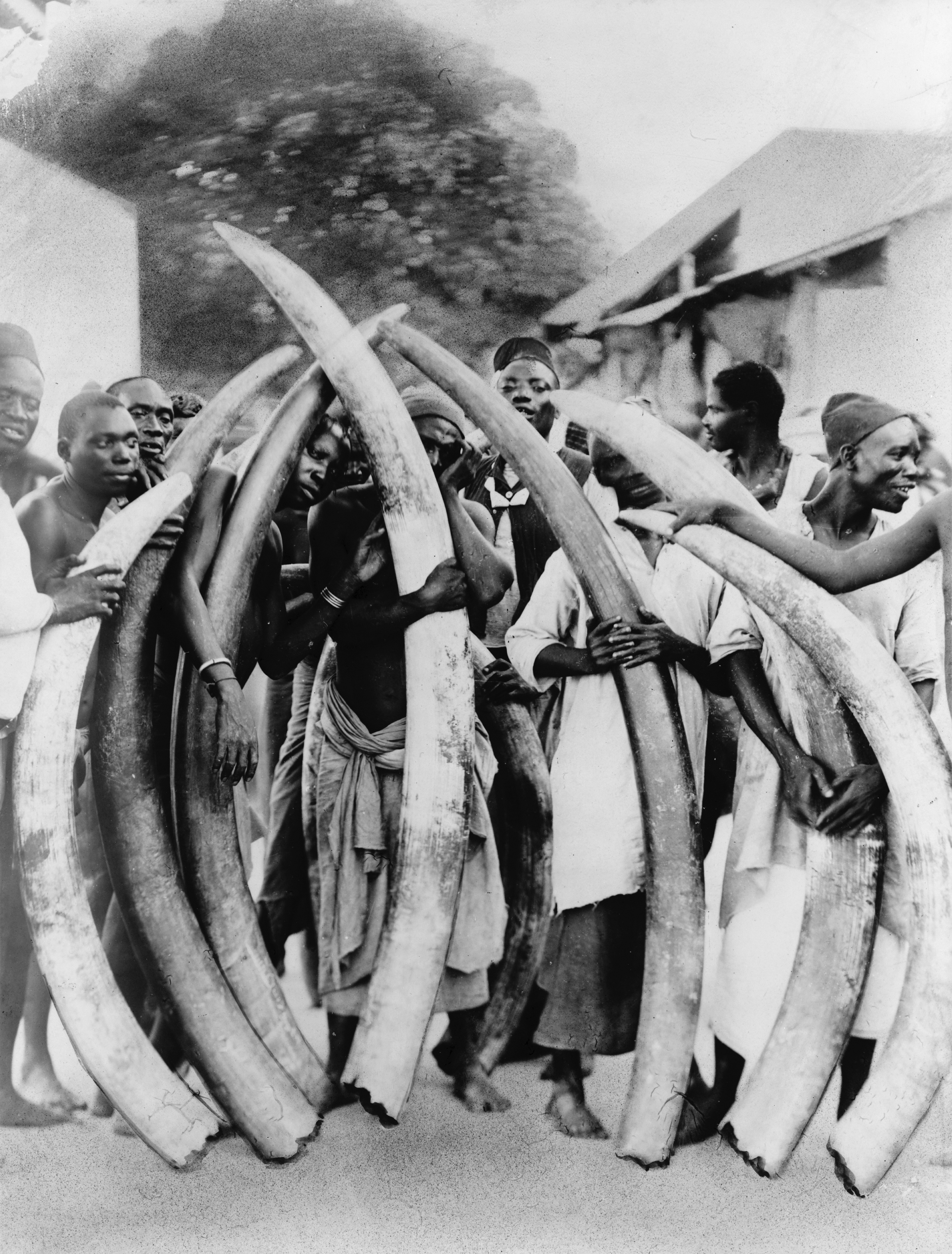
Comert cu fildes

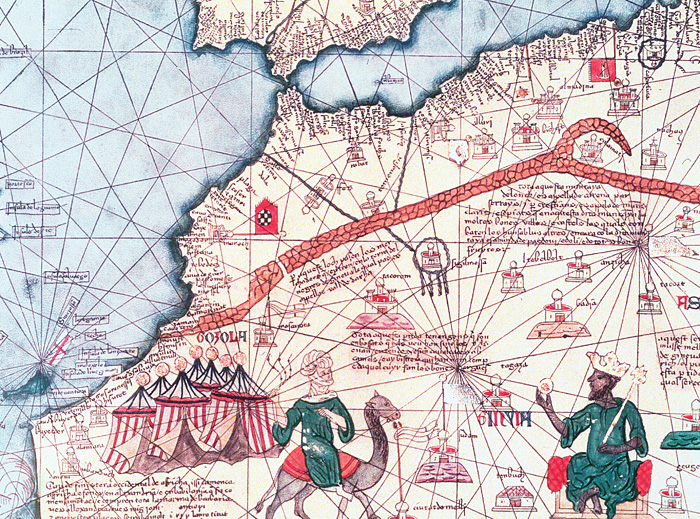
Atlasul Catalan reprezentându-l pe Mansa Musa

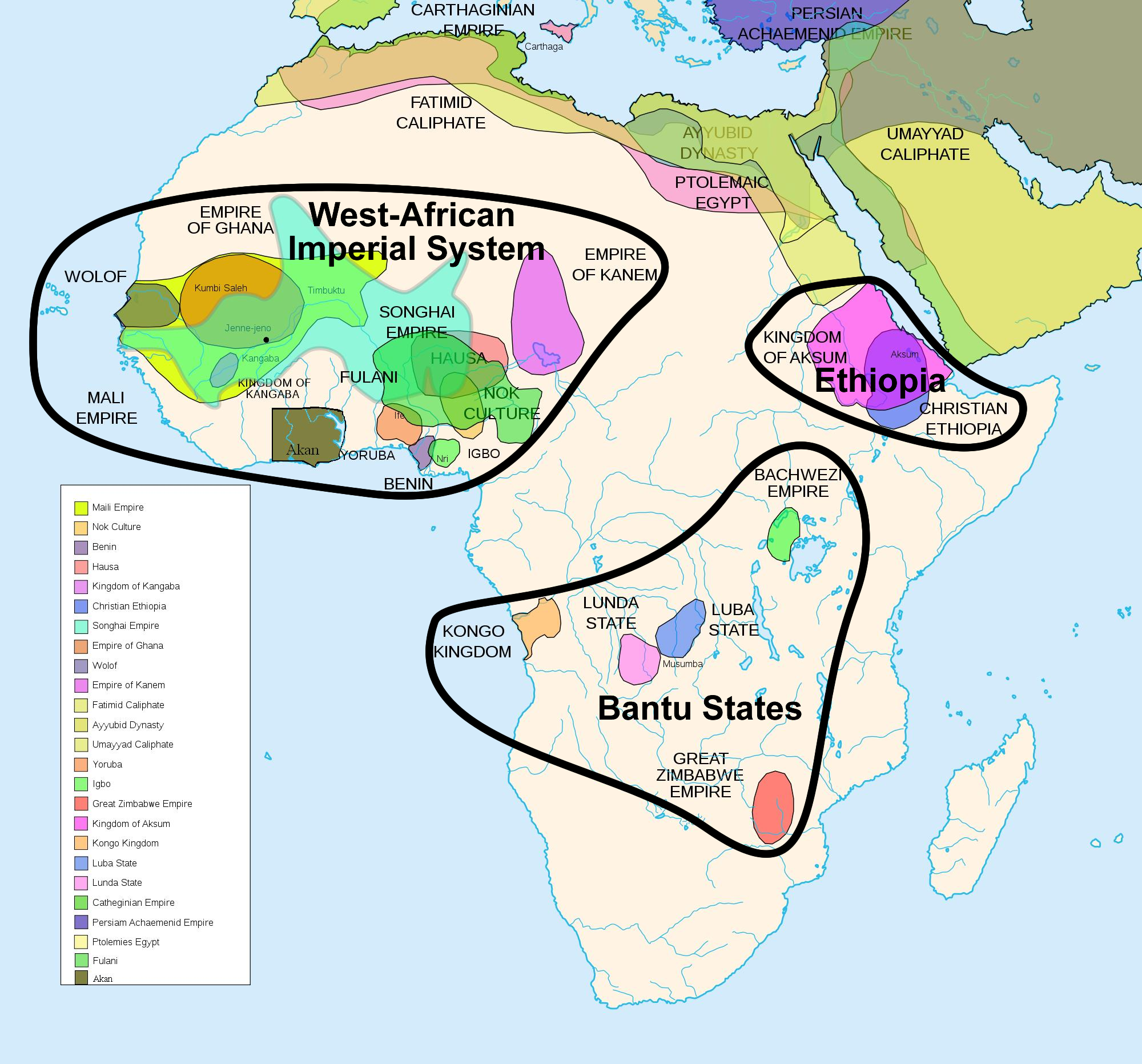
Harta istorica a Africii

În secolul VI, arabii au ocupat nordul Africii, fiind interesați de obținerea unor contacte cu Africa sub-sahariană pentru a cumpăra aur, sclavi și fildeș. Ghana era un centru al comerțului cu aur, condus de berberi care dominau transportul cu cămile prin Sahara și cumpărau aur de la triburile soninke în schimbul sării.
Negustorii arabi  au deschis relații cu șefii de trib. Negustorii arabi întâmpinau dificultăți în traversarea Saharei, având nevoia colaborării cu locuitorii de la sud de Sahara și de bunăvoința acestora. În cel mai larg deșert al planetei, Sahara, o caravană de negustori și călători musulmani cu cămile străbăteau deșertul. În fruntea expedițiilor erau și exploratori și comercianți ca Ibn Battuta , un marocan de origine, care a călătorit toată viața și și-a descris amănunțit călătoriile din Africa, Rusia, Maroc și India, iar pe mare, în China de sud. 
În Deșertul Sahara sunt temperaturi medii ridicate (38 °C), deosebit de fierbinte și uscată. Un loc periculos pentru călători, dar conține cele mai vitale resurse , precum sarea, care înaintea apariției frigiderelor, menținea hrana uscată, absorbind apă și prevenind bacteriile. Caravanele traversau Deșertul Sahara și înfruntau căldura aridă, lipsa apei și furtunile de nisip pentru a transporta sarea în orașele din Mali, ca Koumbi, Saleh, Djenne sau Tombouctou.
Căpeteniile locale cooperau cu arabii și aveau avantaje comparativ cu rivalii lor, aceștia putând să-și extindă teritoriile și să perceapă dări moderare. Aceștia mai primeau arme și bunuri de prestigiu ce le confereau putere. 
S-au format astfel imperiile sahariene Ghana, Mali și Songhai. Constituirea ca imperiu al Ghanei a avut loc după instalarea arabilor în Africa de Nord și după ce arabii au descoperit că pot găsi resurse de metale prețioase și sclavi. Astfel, căpeteniile din Ghana, Mali și Songhai au realizat că au avantaje de pe urma cooperării cu negustorii arabi. Căpeteniile le garantau securitatea drumurilor trans-sahariene, cu condiția să efectueze tranzacțiile numai la curțile lor. Pentru a asigura monopolul tranzacțiilor, liderii respectivelor formațiuni au ordonat triburilor supuse să le predea pepitele de aur, acordându-le în schimb cereale și animale. La rândul lor, liderii formațiunilor schimbau aurul și primeau arme, sare, textile și podoabe de la arabi, considerându-le "bunuri de prestigiu". Bunurile de prestigiu le-a îngăduit să cumpere loialități, iar armele le-au conferit o superioritate militară asupra rivalilor sud-saharieni. Victoriile militare au condus la formarea unor veritabile "imperii" și la apariția unui disponibil de prizonieri care erau exportați în lumea arabo-islamică.

#### Africa de Vest

##### Mali

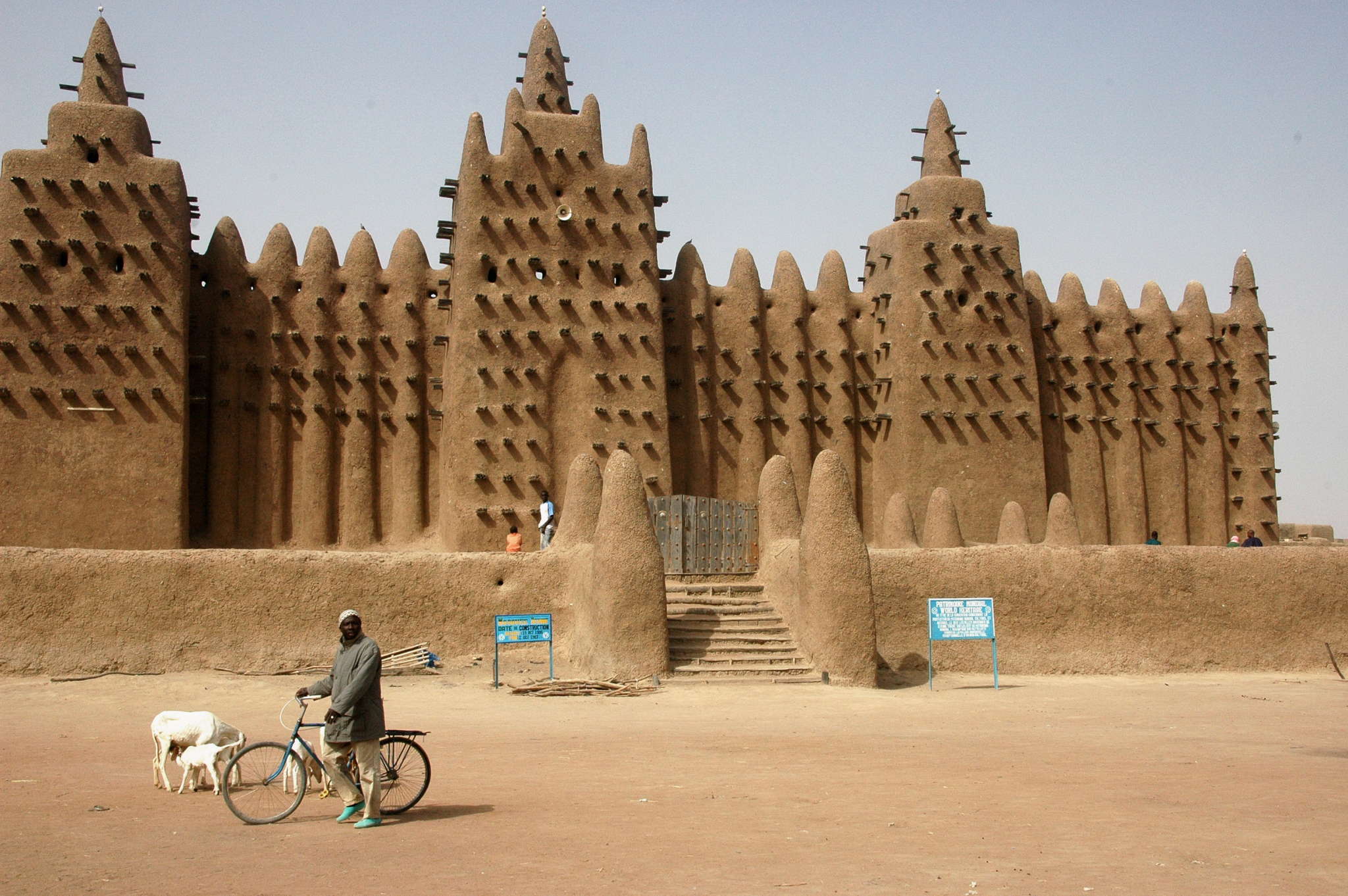
Marea moschee din Djenne

În epoca postclasică, de-a lungul rutelor de caravane din Africa de Vest s-au format primele entități politice. În secolul al V-lea, la sud de Maroc, în Mauretania, s-a format regatul Ghanei, cu capitală la Koumbi Saleh. În secolul al VIII-lea, berberii au deținut controlul asupra africanilor de culoare până când au fost alungați. Comerțul cu aur și sare a fost profitabil, însă negustorii arabi au adus islamul până în anul 1000, fiind urmați de invadatori. 

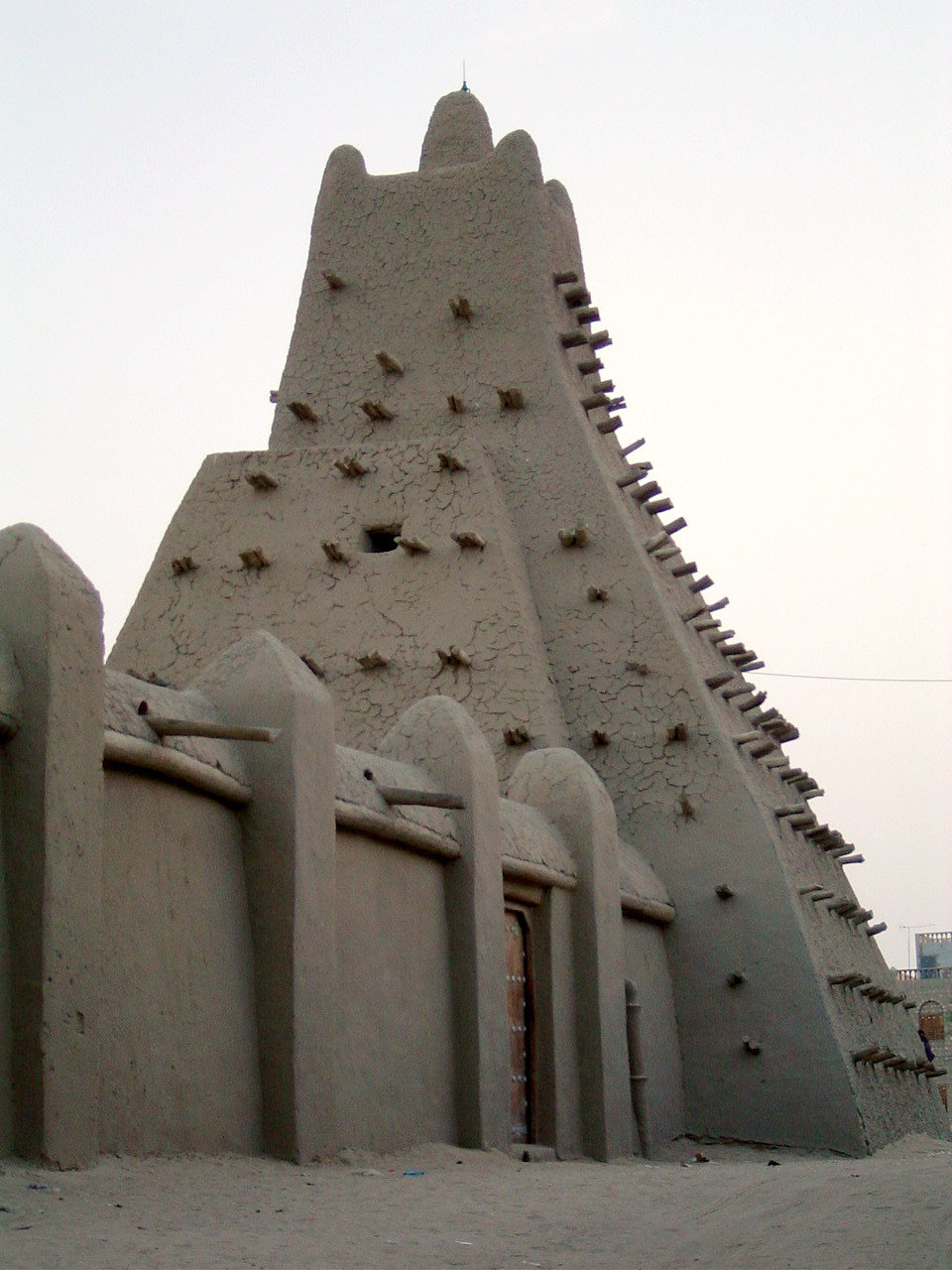
Moscheea Sankore din Timbuktu

În secolul al XI-lea, Ghana a fost cucerită de Almoravizii nord-africani. Odată cu izbucnirea războiului, Ghana a fost islamizată. În 1203, populația Soso a cucerit Koumbi Saleh și a domnit pentru scurt timp în Ghana. Au fost înfrânți în secolul al XIII-lea de către populația Malinka, punând bazele regatului Mali, ce a fost convertit la islam. 
Sub regele Mansa Musa, în prima parte a secolului al XIV-lea, a început o perioada prosperă, având capitală stabilită la Niani. Mansa Musa a făcut un pelerinaj la Mecca în 1324, însoțit de o caravana imensă: 60 000 de cărăuși , 500 de sclavi și 90 de cămile încărcate cu aur. Tot el, ca un musulman devotat, a clădit Marea Moschee din Djenne care a fost terminată abia în 1907. În Mali, sarea era așa de cerută încât era plătită în aur. Orașele comerciale din Mali exportau fildeș, aur și sclavi către lumea musulmană și către orașele Veneția și Genova din Europa. Aurul african va stă la bazele Renașterii și saltului cultural al Europei. Cantitatea de aur cheltuită de Musa doar în Cairo a destabilizat moneda egipteană pentru multe decenii. 

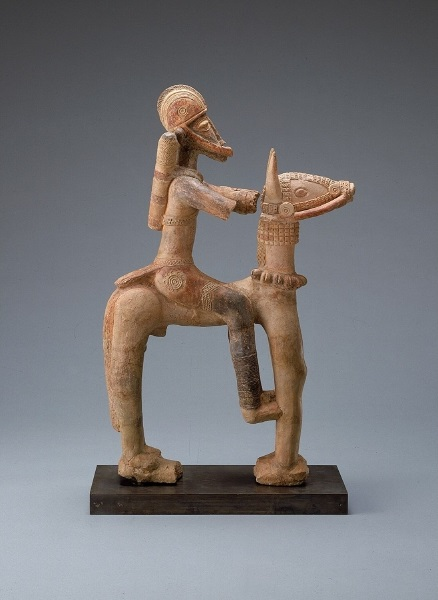
Soldat din teracota de la Djenne

Musa a construit o mare moschee la Timbuktu, și a dezvoltat o școală islamică ce a devenit un mare centru educațional islamic. 
Djenne și Timbuktu erau centre de învățământ unde musulmanii se amestecau cu africanii. Mali a atins apogeul civilizației sale în timpul lui Mansa Musa, unul dintre cei mai bogați oameni din istorie datorită aurului abundent din Mali. 
Din anii 1400, regatul s-a prăbușit, fiind înlăturat de Songhai. 

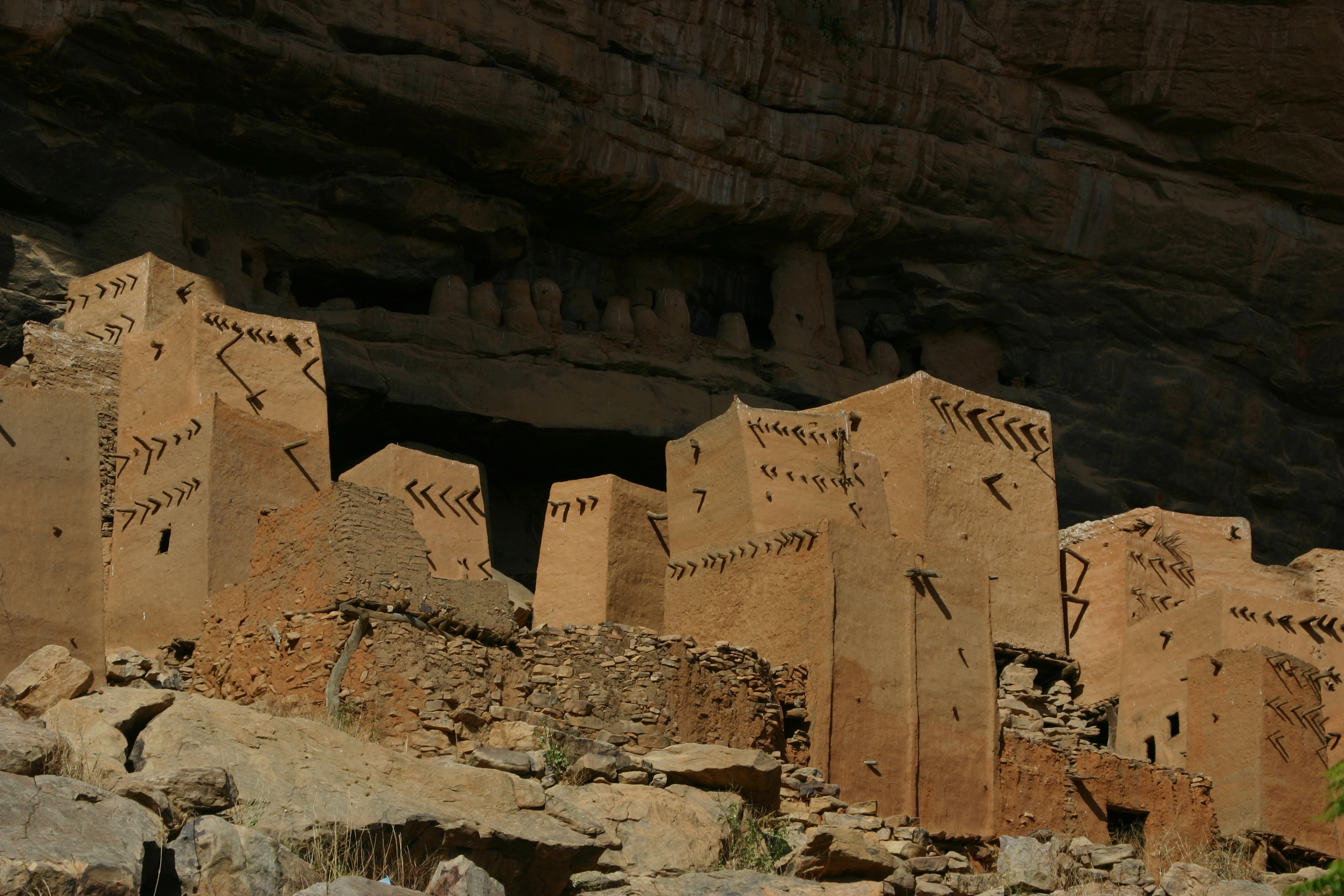
Case din pământ de la Bandiagara cu stil arhitectural Dogon

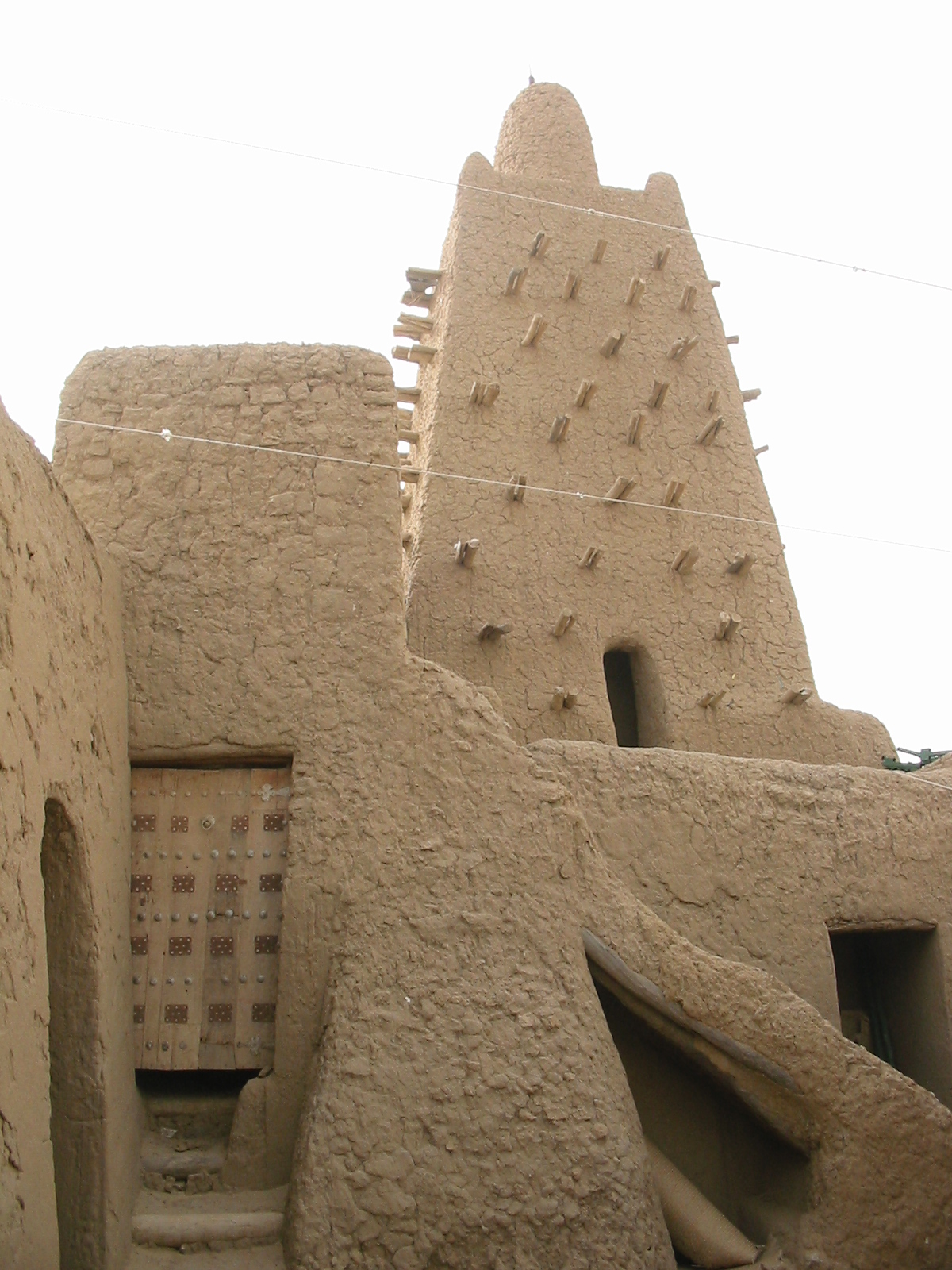
Moscheea din Djingareiber

##### Songhai

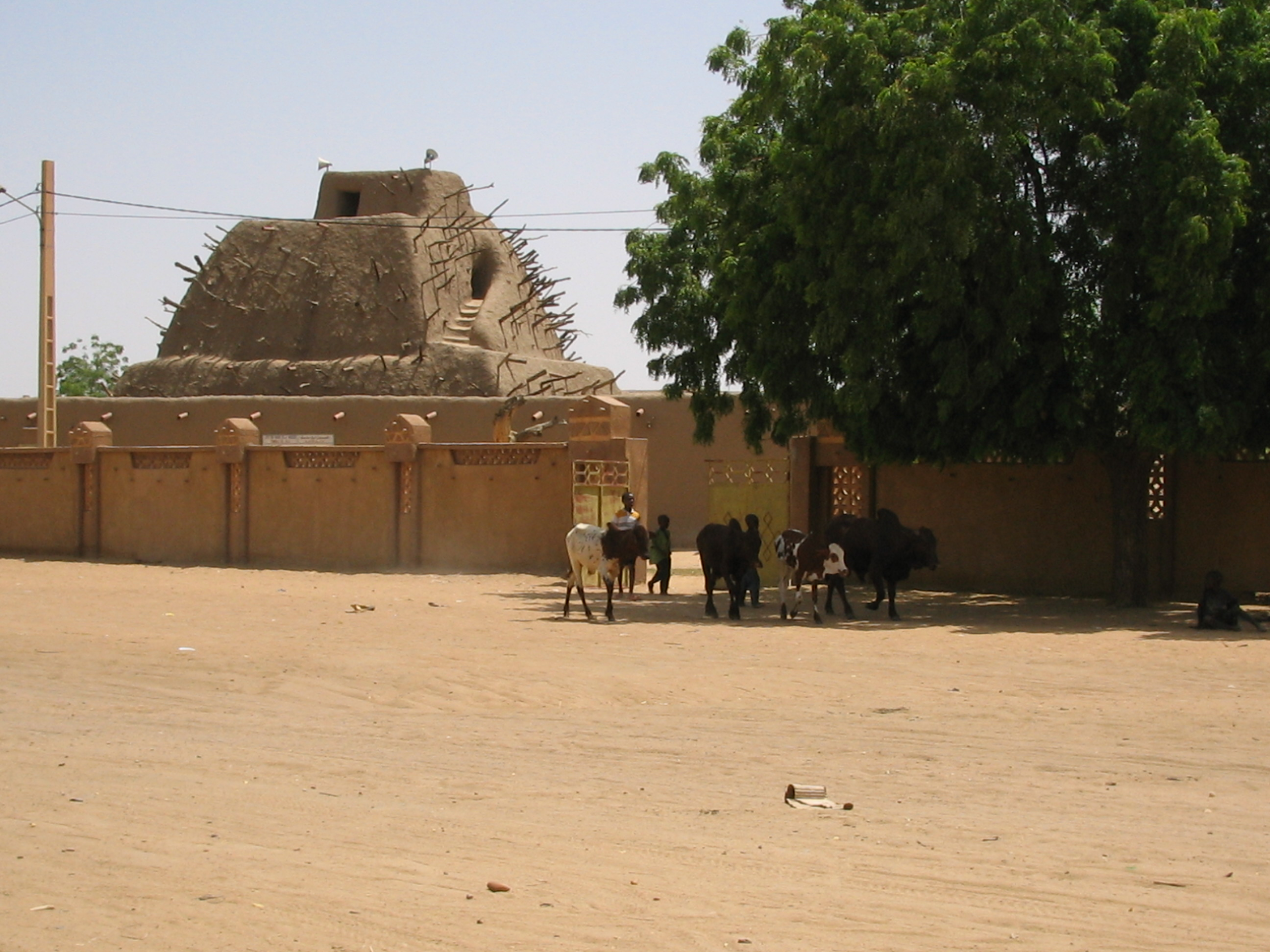
Mormantul lui Askia

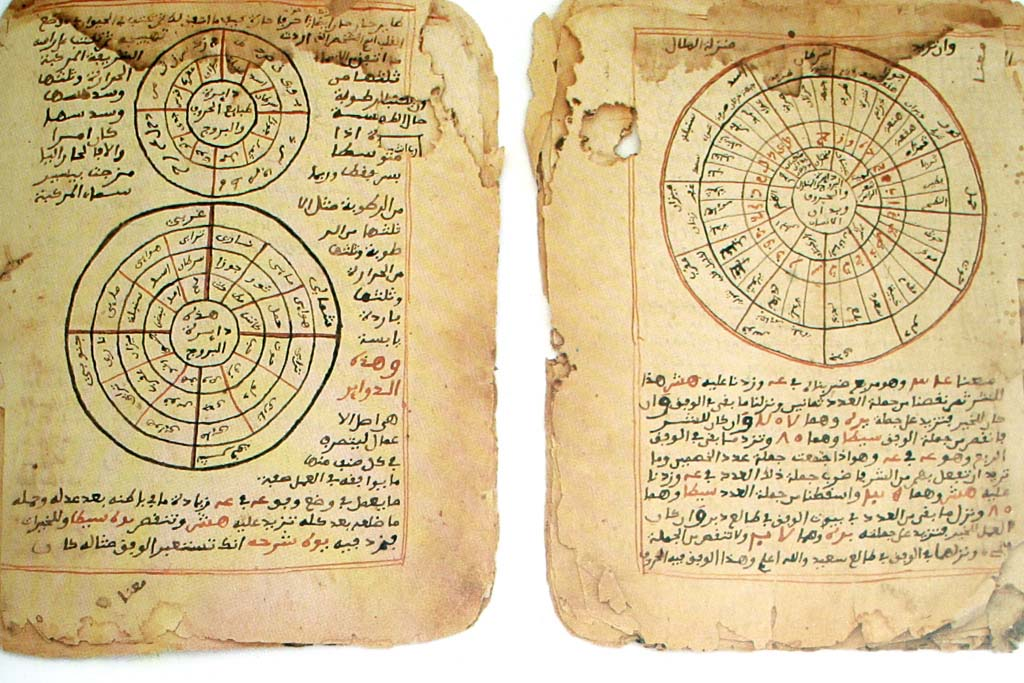
Manuscrise de matematica si astronomie din Timbuktu

În 1484, Portugalia a stabilit relații diplomatice s comerciale cu Imperiul Mali, care s-a destrămat odată cu expansiunea Imperiului musulman Songhai. Songhai a devenit un regat prosper prin intermediul contactelor comerciale cu lumea arabă.
Înainte de apariția imperiului Songhai, o mare parte din centrul Africii de Vest a fost controlată de Imperiul Mali. Acest imperiu se crede că a fost fondat cândva înainte de 1000. A fost în mare măsură un imperiu comercial și literalmente intersecția dintre importantele  rute comerciale nord-sud sahariane, precum și dintre rutele fluviale est-vest. Sub marele conducător Mansa Musa (r. 1307 - 1332), Imperiul Mali  cucerit orașele bogate ca Timbuktu și Gao și a câștigat controlul asupra depozitelor de sare la nord. În 1320, piața de aur din regiunea nord-africană s-a prăbușit direct din cauza acestui împărat datorită cheltuielilor sale la Cairo.
Mali a fost un imperiu musulman, și sub Musa, orașul Timbuktu a devenit un important centru cultural în lumea musulmană. Cu toate acestea, de la începutul secolului al XIV-lea Imperiul a crescut prea mult pentru  o centralizare durabilă, teritorii majore au început  astfel să-și afirme independența. Aceasta a inclus Gao, casa de Songhai.
Songhai se crede că au apărut pentru prima dată în Gao jur de 800 în timpul erei Ghana. Puțin se stie despre istoria lor timpurie, dar se știe că în secolul al XI-lea, regele Kossoi s-a convertit la Islam, și a făcut  Gao drept capitala regatului aflat în creștere. Sub conducerea Gao, regatul a crescut și a prosperat, iar în secolul al XIII-lea Mali a cucerit Songhai, făcând un stat vasal. Songhai a rămas sub control Mali  cincizeci de ani, înainte de recâștigarea independenței sale sub regele Sulaiman-mar.
Songhai, sub  Sunni Ali Ber, s-a propulsat în măreție.
Sunni Ali Ber a condus Songhai de treizeci de ani (1464-1493). El a fost un lider militar genial și strateg. Profitând de slăbiciune creșterii regatului Mali, a condus armatele Songhai să cucerească orașul bogat Timbuktu, izgonind jefuitori Tuaregi ce au preluat control asupra orașului în urma declinului regatului Mali. El a extins imperiul  la vest, ocupând Djenne. A respins atacurile din Mossi, Dogon, și Fulani.
În 1473 Ali Ber a format un mare imperiu, iar Djenne a prosperat. Înregistrările  îl privesc pe Ali Ber ca un tiran instabil, care a fost   generos și brutal, care a condus cu un pumn de fier și care a sacrificat și asuprit pe cei capturați. A aplicat o fuziune între Islam și ritualurile religioase tradiționale Songhai.
Muhammad I Askia a condus Songhai din 1493 până în 1528. Cuvântul "Askia" înseamnă "uzurpator",  venind la  putere prin înlăturarea fiului-moștenitor a lui Ber Ali. Deși a luptat  pentru a obține coroana  Songhai, Askia a fost mai mult decât un dictator militar. A fost cunoscut drept un reformator, organizator, și om al lui Allah. În timpul domniei sale, a creat o birocrație pentru a ajuta la conducerea imperiul și de a  impune taxele, controlul militar, și politicile agricole. El a deschis mai multe școli religioase din Songhai, și în 1495 a făcut un pelerinaj celebru la Mecca. Askia condus până în 1528, când a fost detronat de fiul său.
În anii de după eliminarea Askia lui, nici un alt lider nu a fost în măsură să ia și să dețină puterea pentru orice perioadă semnificativă de timp. Fiul lui Askia, Musa , a domnit timp de trei ani; el a fost urmat de Mohamed al II-lea, care a domnit timp de șase ani; și  următorii doi lideri  au domnit doi și zece ani . În 1549 Askia Dawud a venit la putere; a condus pentru  treizeci și trei de ani, până în 1582. Această stabilitate relativă a fost spulberată  când sultanul Marocului a trimis o forță condusă de famenul Judar Pasha, și au percheziționat depozite de sare de la Taghaza.
Sfârșitul a venit în 1591. Forțele Songhai, în ciuda numărului foarte mult superior, au fost dirijate de către o busculadă declanșată de armele de foc ale  marocanilor. Judar a jefuit Gao, Timbuktu și Djenné, distrugând Songhai. Acesta s-a despicat in zeci de regate mici.

##### Imperiul Bornu

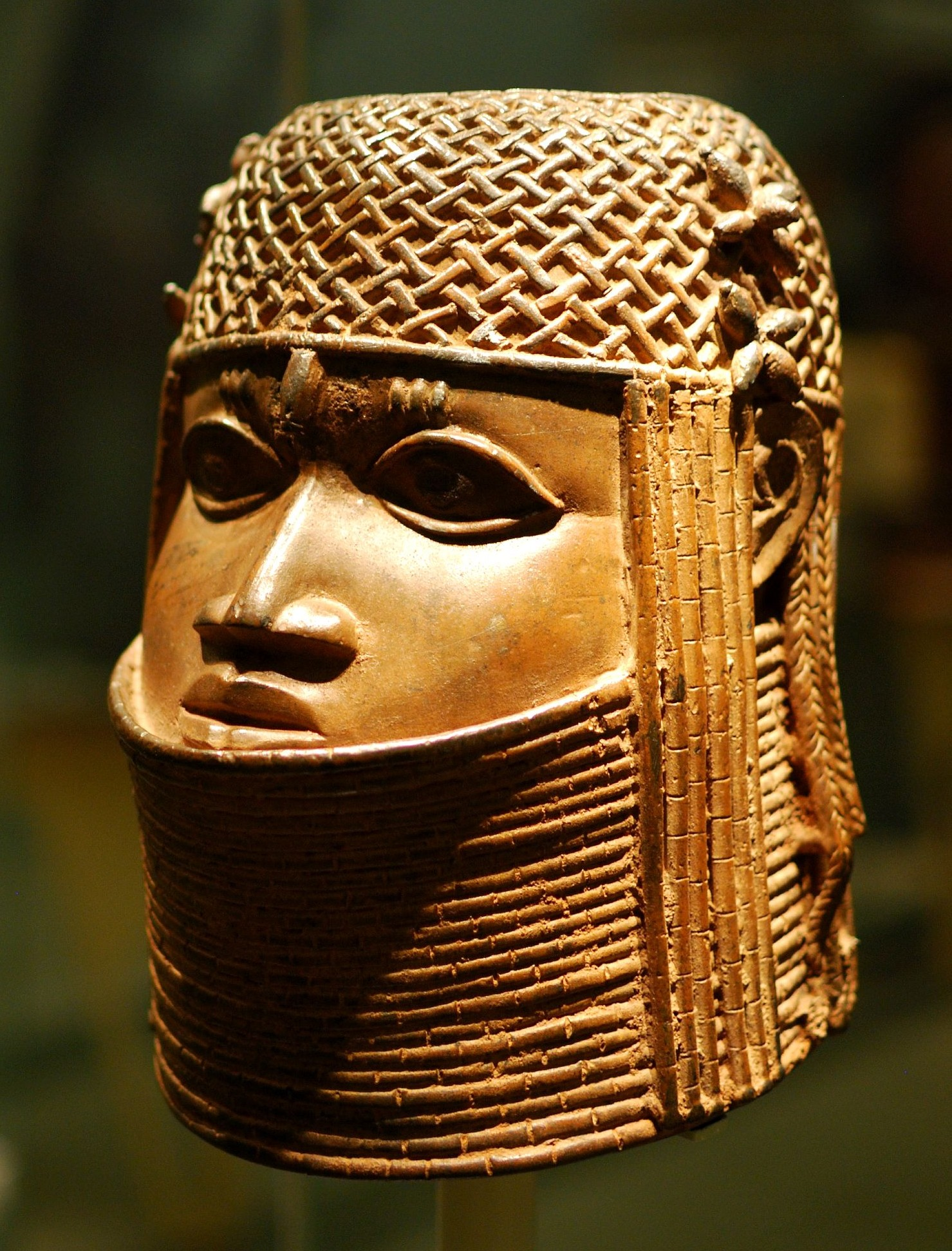
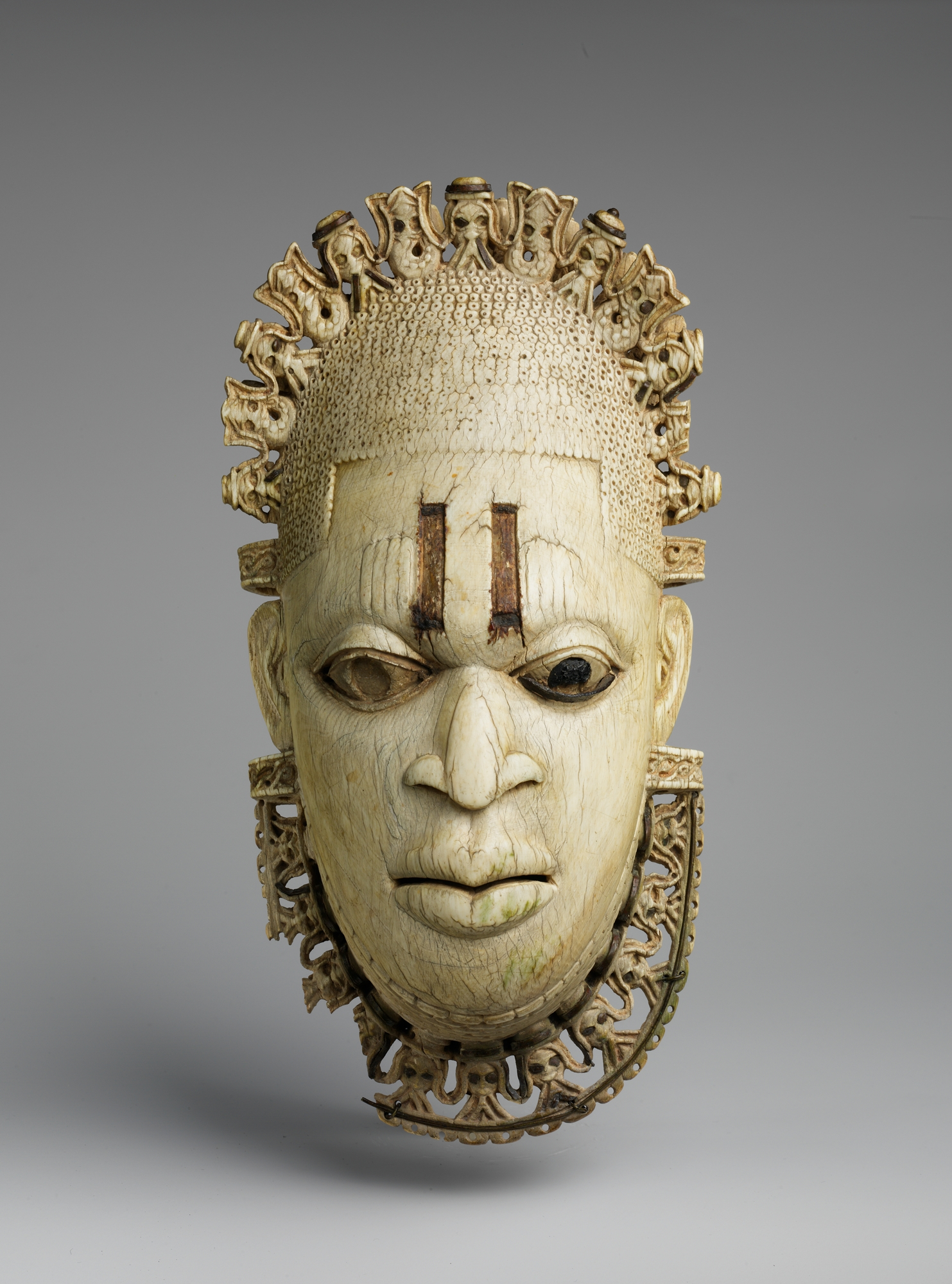
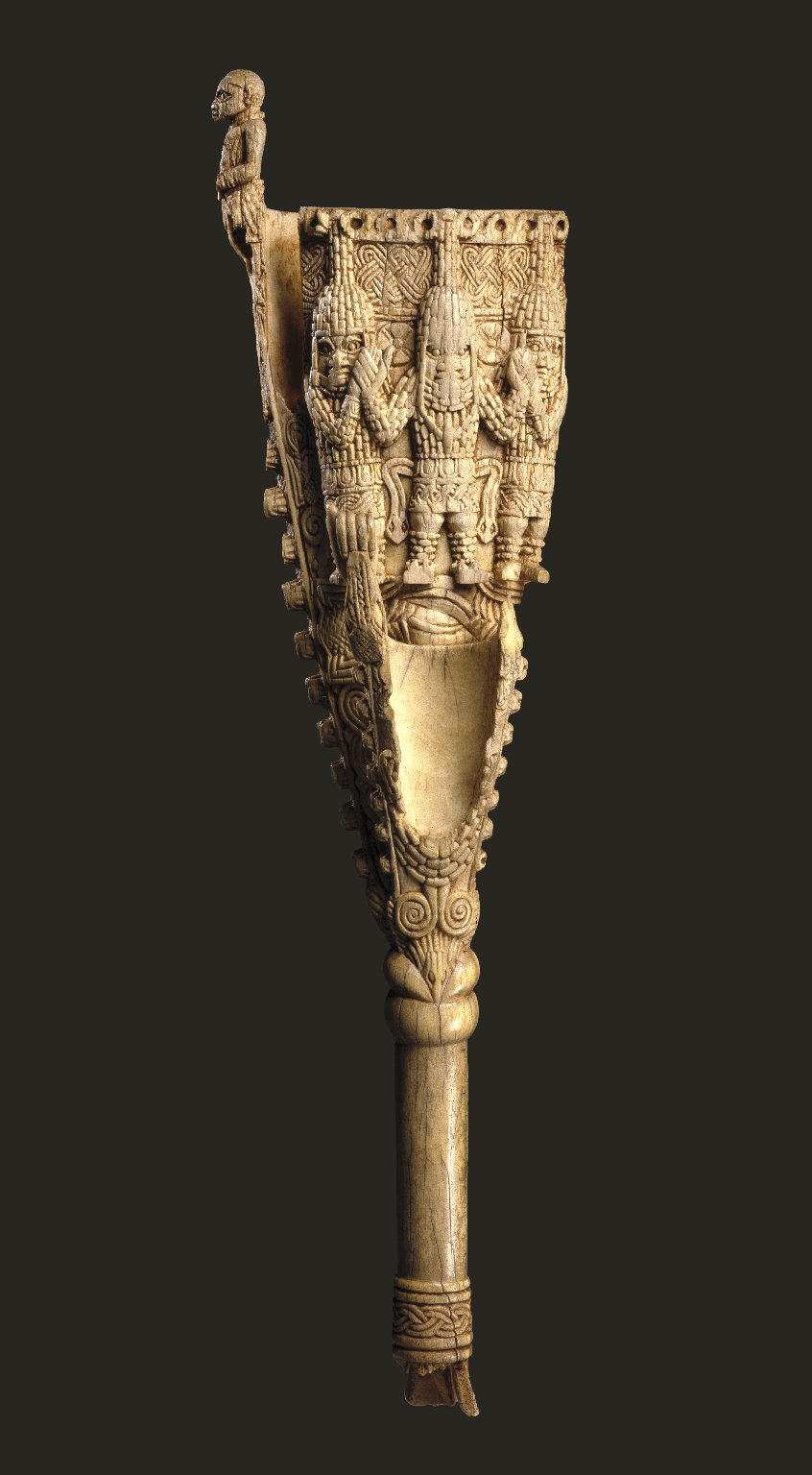
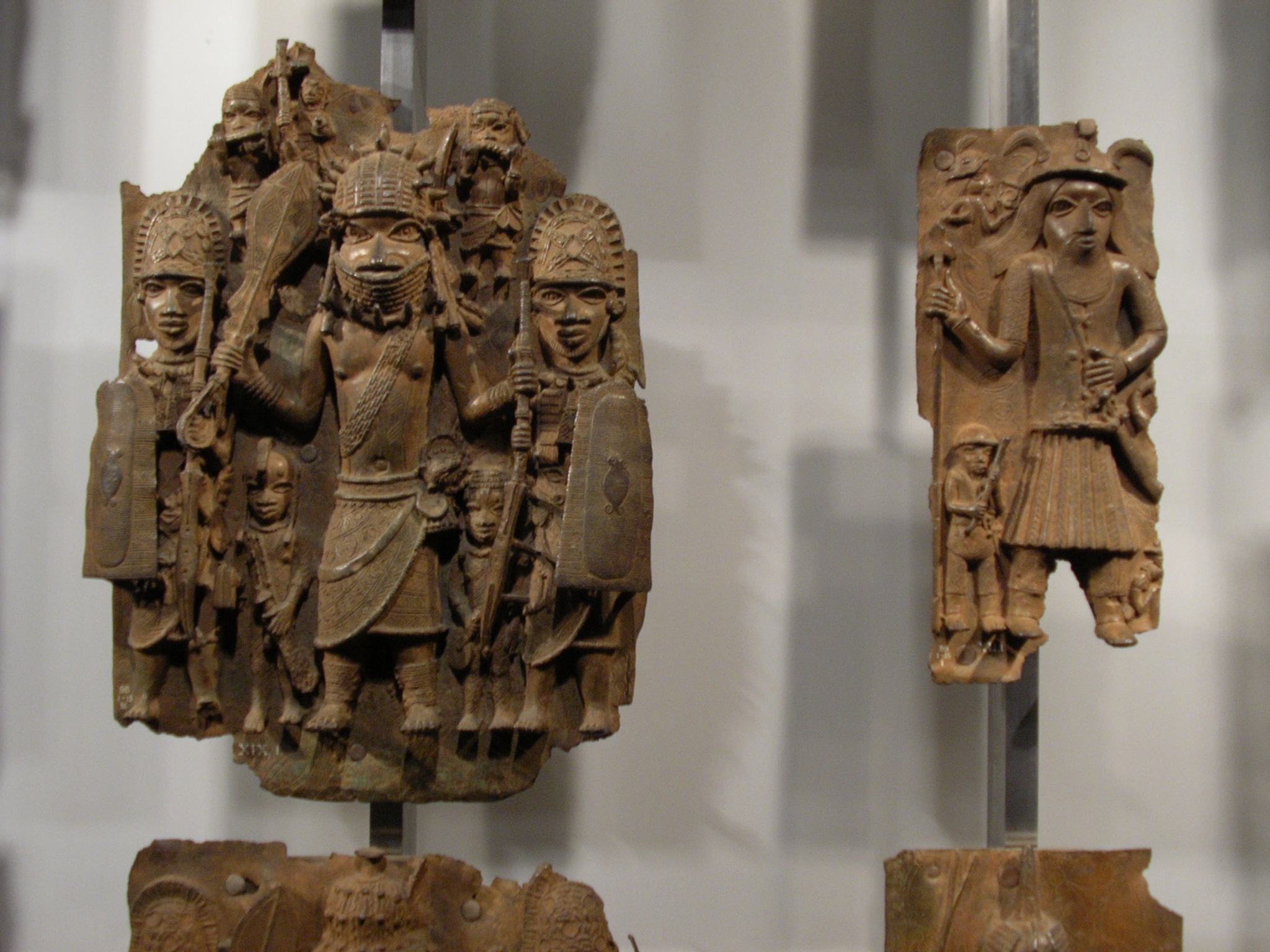

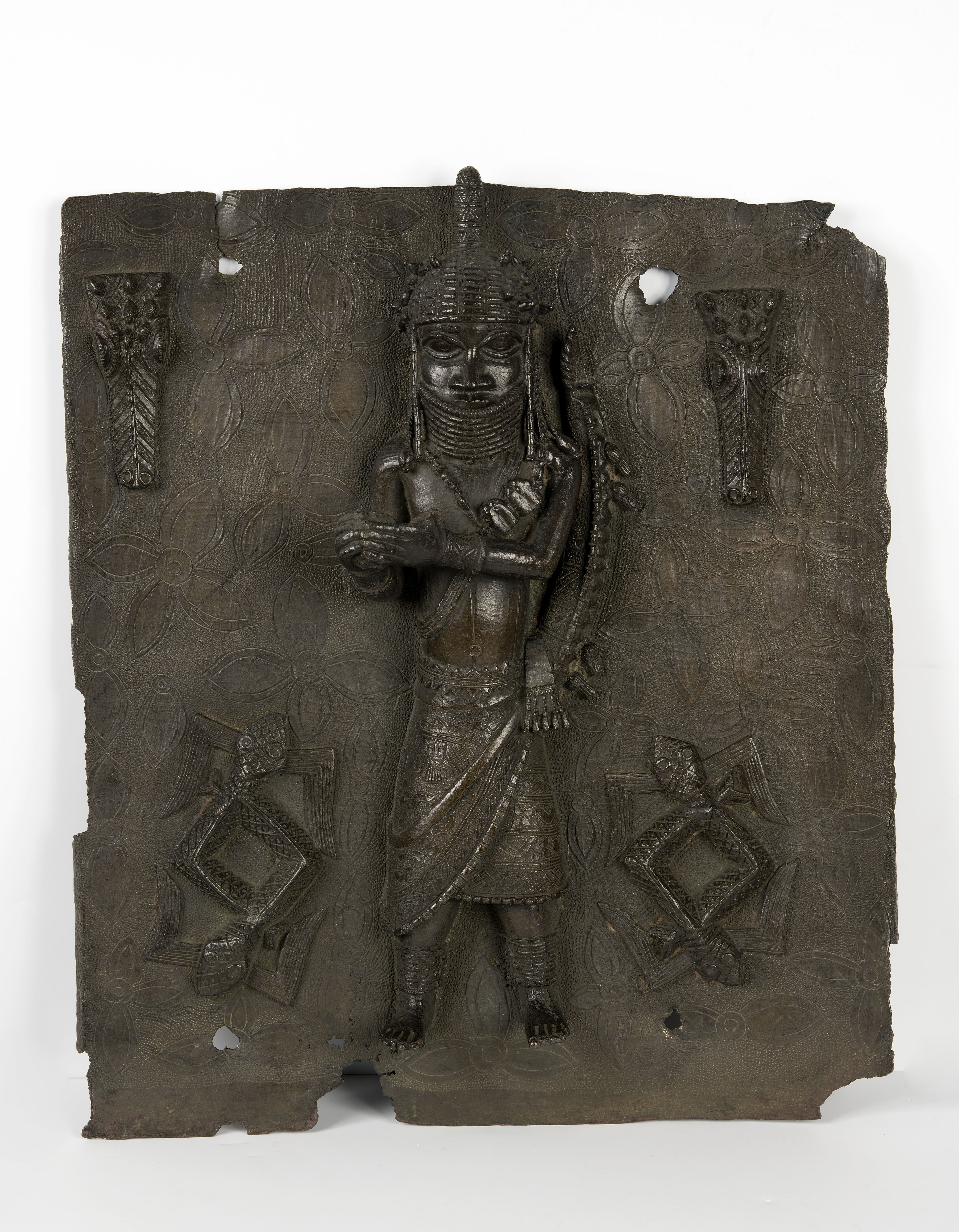
Oba

Liga orașului-stat Kanem-Bornu, care s-a dezvoltat de-a lungul lacului Ciad s-a menținut până în secolul al XIX-lea, fiind convertit la islam în secolul al XI-lea. 
Zonele de coasta ale Golfului Guineei au rămas singurele regiuni în care islamul nu a fost impus. Populația Yoruba a creat multe regate, ca Ife în sec. VII-XIII ce era un centru cultural și politic. A fost înlocuit de regatul Benin. În secolul al XV-lea, regii Oba au întreprins expediții militare luând captivi. Din secolul XVI, aceștia erau vânduți europenilor că sclavi.
Imperiul Bornu s-a aflat în ascensiune, fiind condus din 1472 de Ali Dunamani, ce a format imperiul în locul imperiului Kanem de lângă lacul Ciad, aflat în prăbușire. 
Cu ajutorul cavaleriei, Ali și-a extins imperiul în toate direcțiile și a stabilit relații comerciale cu Africa de Nord și de Vest. Idris al II-lea a continuat expansiunea și comerțul, iar imperiul a atins apogeul în timpul lui Idris Alooma în 1580-1617. Nordul Camerunului, nordul Nigeriei și populația yoruba se aflau sub influență Bornului, dar supremația s-a prăbușit în sec. XVII. Islamul a avansat în anii 1500 în statele Hausa și Fulbe, care și-au menținut independența. 
Marile puteri europene au intrat în competiție pentru produsele comerciale vest-africane, care s-a încheiat cu victoria britanicilor și englezilor. În secolul XVIII, Marea Britanie a controlat comerțul în Gambia, Sierra Leone, Coasta de Aur-Ghana. Francezii dominau în Senegal, Guineea Franceză, Coasta de Fildeș. Ghana , Nigeria, Togo, Congo și Angola au devenit centre de comerț cu abanos.

#### Sudul și estul Africii

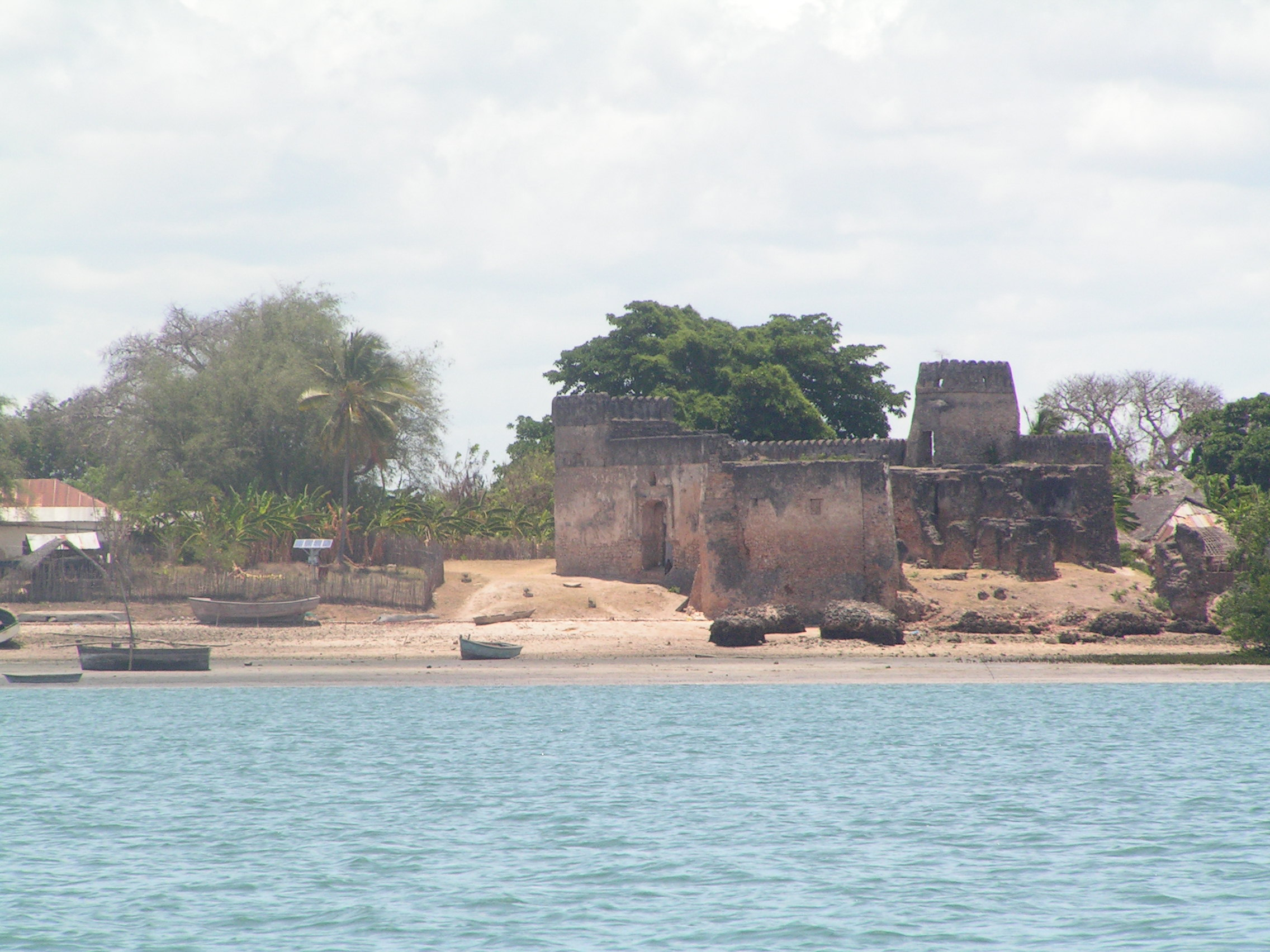
Kilwa Kisiwani Fort

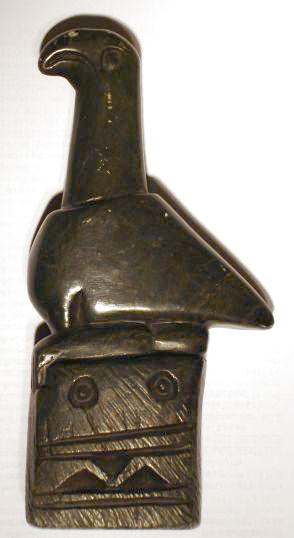
Amuleta

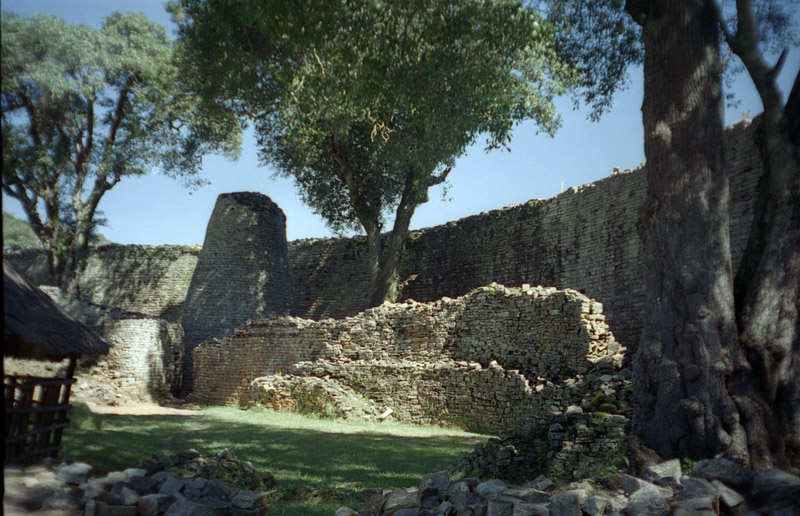
Marele Zimbabwe

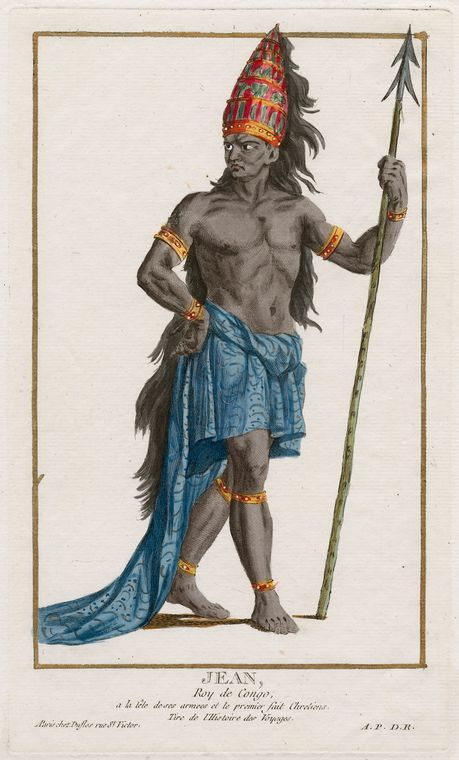
Joan Roy de Congo

Pe coasta est-africană, din nordul Somaliei până în Mozambic, s-au dezvoltat legături între elementele africane și cele islamice, formând cultură swahili (arab.: sahil-coasta), ale căror orașe s-au îmbogățit și au devenit puternice prin comerțul pe continent și pe mare cu Arabia, India și China. În secolul al XIV-lea, Kilwa din Tanzania a deținut poziția cea mai importantă de pe coasta.
Partenerii comerciali din Africa erau triburile Bantu, care livrau în principal cupru și fildeș. Poporul Bantu s-a răspândit din interiorul continentului spre sud și est, imediat după secolul I, transformându-și limba într-una cele mai vorbite din Africa. 
În secolul XII, poporul Shona, vorbitor de limba bantu, a pus bazele unui stat pe teritoriul dintre Mozambic și Zimbabwe. Zeci de mii de oameni locuiau, între zidurile fortificate ce înconjurau Marele Zimbabwe, capitala  lor. Obiectele chinezești de ceramică din perioada Ming descoperite în regiune atestă legăturile comerciale cu China. Exporturile principale din Zimbabwe erau minereurile de cupru și aurul. Zimbabwe a devenit celebru pentru Marele Zimbabwe, cetatea palatului, împrejmuit de ziduri.
Benin din pădurile tropicale din vestul Africii, era un centru de extragere al aurului din savanele de pe podișurile înalte. Capitală să, Benin, avea străzi largi, mărginite de case de lemn și împrejmuit de un zid lung de 40 de km. Palatul regelui oba era bogat ornamentat cu plăci de bronz și sculpturi. Negustorii din oraș făceau comerț cu țesături, fildeș, metale, ulei de palmier și piper.
Imperiul Shona a fost înlăturat din secolul XV de către dinastia mozambicană Monomotapa, care se întindea până în vest. Au fost ridicate bastioane, dar regatul a trecut sub stăpânire portugheză, ceea ce le-a pricinuit declinul și colapsul în secolul al XVII-lea.
Venirea portughezilor pe continentul african din 1498, după ce Vasco da Gama a descoperit o rută spre India, a schimbat cursul istoriei Africii. Portughezii s-au folosit de rivalitățile dintre triburi de pe coasta și orașele-stat pentru a distruge comerțul și pentru a-i elimina pe negustorii musulmani, miza fiind controlul total. Regatele din Africa centrală s-au menținut, în vreme ce Zanzibarul devenise noul centru comercial arab sub dominație otomană. 
În Regatul Congo, regele Nzinga Nkuwu l-a rugat în 1482 pe regele Portugaliei să-i trimită misionari creștini. S-a convertit la creștinism sub numele de Ioan I în 1491. Împreună cu fiul sau, Nzinga Mbemba I (botezat Alfonso I), a construit biserici și mănăstiri creștine. Regatul Congo a prosperat în urmă influxului de negustori și artizani creștini, însă aristocrația creștină a regatului practică comerțul cu sclavi proveniți din rândurile săracilor. 
Regatul creștin Congo s-a prăbușit în 1668 când capitală Sao Salvador do Congo a fost devastată și prădată de atacurile triburilor vecine non-creștine. 
Regatul Benin a întreținut relații comerciale cu portughezii, din 1486, permițându-le o baza comercială în țară. Expedițiile britanice începute din 1530 în Benin au condus la conflicte cu portughezii, însă regatul a câștigat de pe urmă comerțului cu sclavi. În 1691, interzicerea sclaviei a dus la prăbușirea regatului.
Portughezii au fost alungați din Africa după 1600 de către olandezi. În 1673, Compania Olandeză a Indiilor Occidentale i-a alungat pe portughezi din Elmina, Coasta de Azur, preluând conducerea comerțului cu sclavi și stabilind relațiile cu căpeteniile tribului fanți de pe coasta. În 1641, olandezii au ocupat insula Luanda din Angola, reușind să îi înlăture pe portughezi din Angola, pe cale armata, în 1648. Între portughezi și olandezi s-a stabilit o reconciliere de durata în domeniul comercial.

##### Etiopia

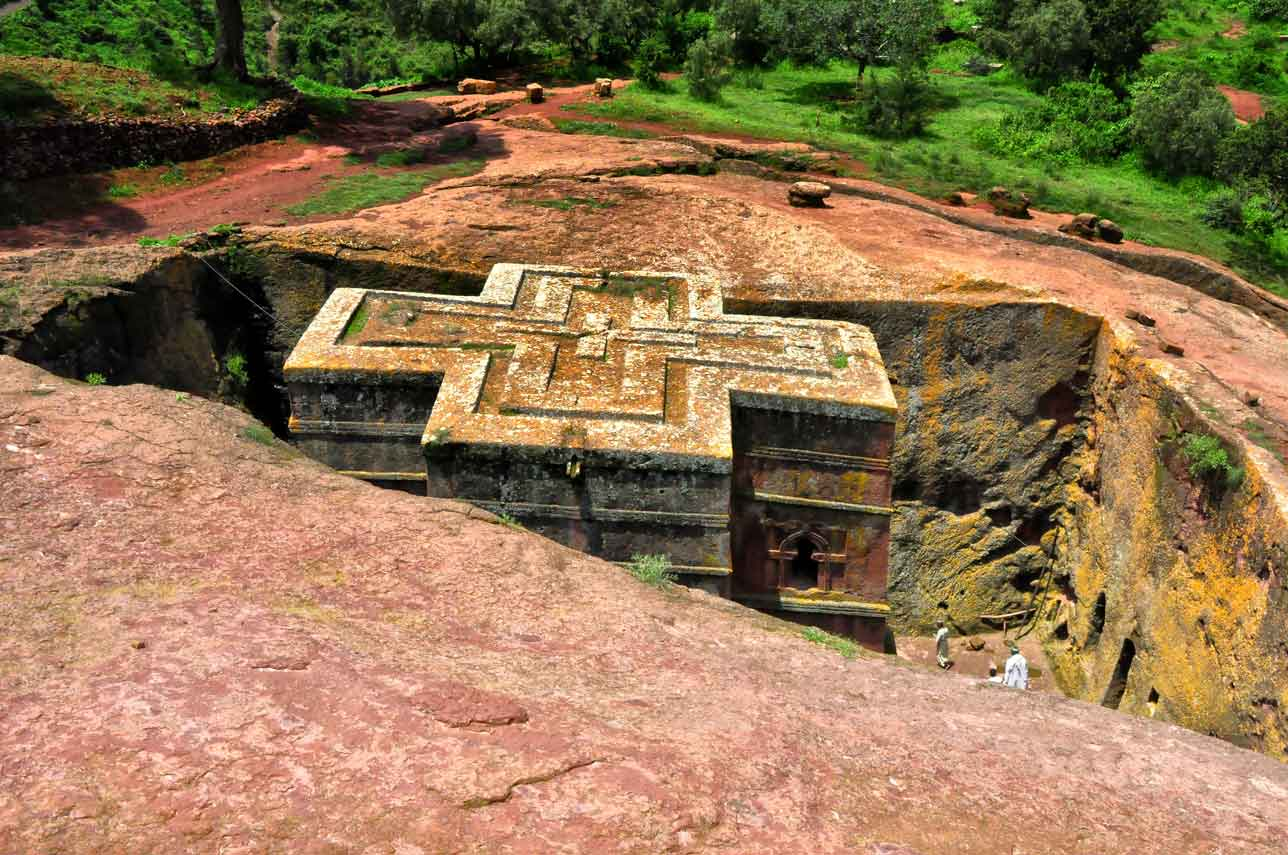
Biet Giyorgis, Lalibela

Etiopia s-a remarcat că o civilizație agricolă foarte veche , exportând sorg, mei, orz și cafea. Din secolul I, s-a format Regatul Axum ce s-a menținut până în 960. În 324, regele Ezanc I a adoptat creștinismul, Etiopia fiind printre primele formațiuni care adopta această religie. În secolul VI, Etiopia a pierdut controlul asupra teritoriilor de coasta și a ocupat Yemen până la expansiunea musulmană. Și-a mutat centrul de la Aksum spre munți, în interiorul platoului etiopian pentru a se apară de atacurile musulmane. În 960, regatul Axum este nimicit de regina Guddit.
În secolul X, dinastia Zagwe a preluat puterea și a reconstruit Etiopia din reședința regală de la Lalibela. În 1268, Yekuno Almak , ce pretindea că este descendența a lui Menelik, fiul lui Solomon, fondator al națiunii, a înlăturat dinastia Zagwe și a instaurat dinastia solominica. S-a sprijinit pe mănăstiri și pe clerul creștin. Membrii ei s-au aflat într-un conflict cu vecinii islamici și prinții rebeli ai provinciilor. Pentru a impune puterea bisericii, care legitimă domnia împăratului, a început persecuția evreilor și ereticilor. În secolul XV, s-au stabilit relații cu Europa, cu Papa de la Roma și cu Portugalia, care în secolul XVI sprijinea lupta împotriva musulmanilor.
Împărații creștini din Etiopia se luptau cu răspândirea islamică în Africa. Erau deciși să mențină independența politică și culturală, fiind sprijiniți de portughezi. Atacat din 1527 de raidurile Imperiului Musulman Somalez al lui Adel, Negus Claudius a câștigat bătălia cu sprijin portughez, în 1543. Claudius și succesorii săi subliniau independența creștinismului etiopian, iezuiților li se permiteau să desfășoare activități misionare din 1557. În 1555, otomanii organizează provincia Habes. Convertirea la catolicism de către Negus Za Dengel în 1607 și de Negus Susneus în 1622 a condus la răscoale sângeroase, până când Negus Fasilidas a alungat toți catolicii. În timpul domniei lui Iassus I, la începutul sec. XVIII, Etiopia se află la apogeu politic și cultural, dar a căzut pradă anarhiei din cauza intrigilor de la palat și invaziei triburilor inamice. Etiopia s-a fărâmițat în mici regate până în 1855 când un băștinaș din Amhară, Theodor II, s-a urcat pe tron și s-a căsătorit cu fiica unui rege precedent.

#### Africa de Nord

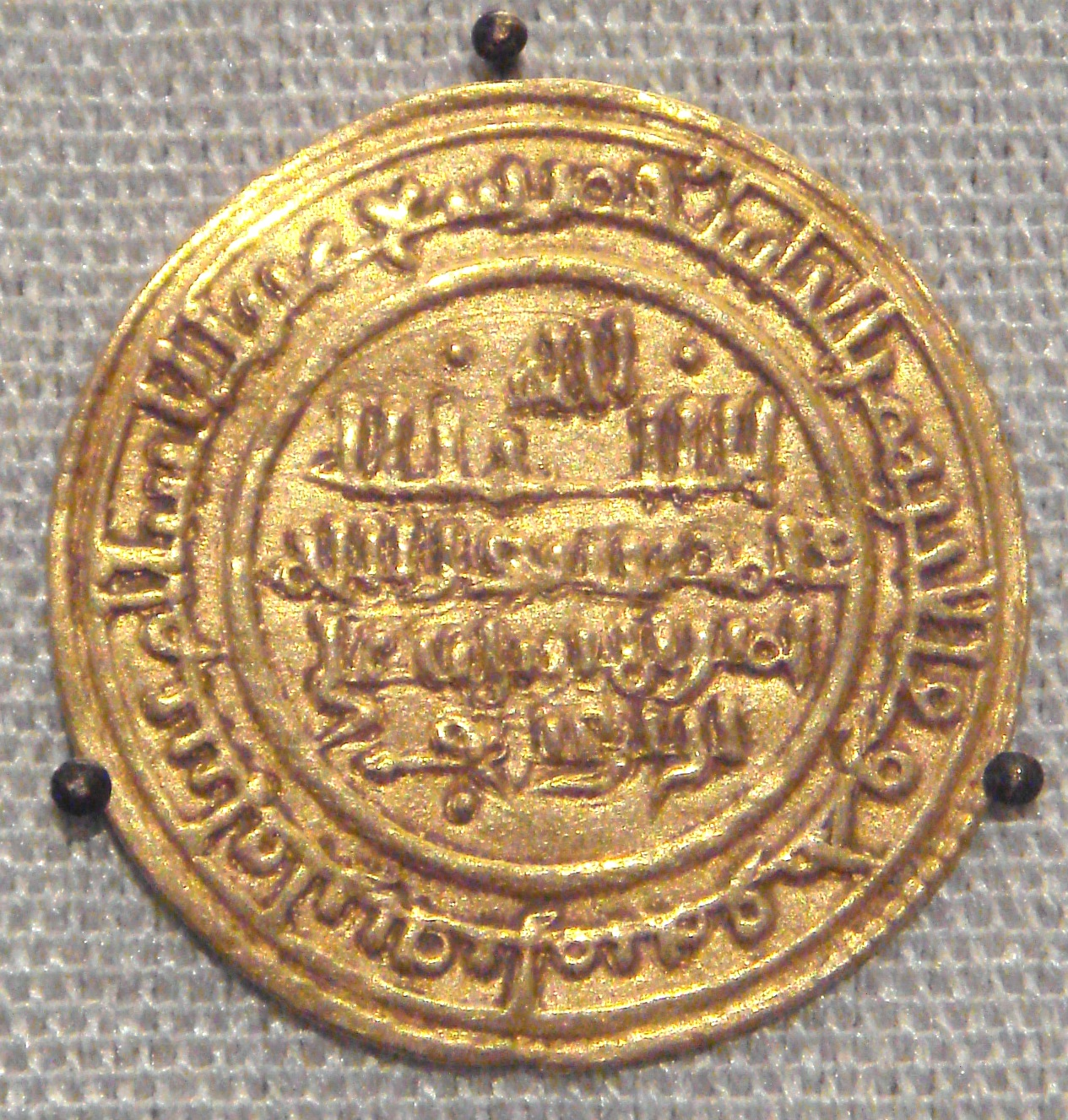
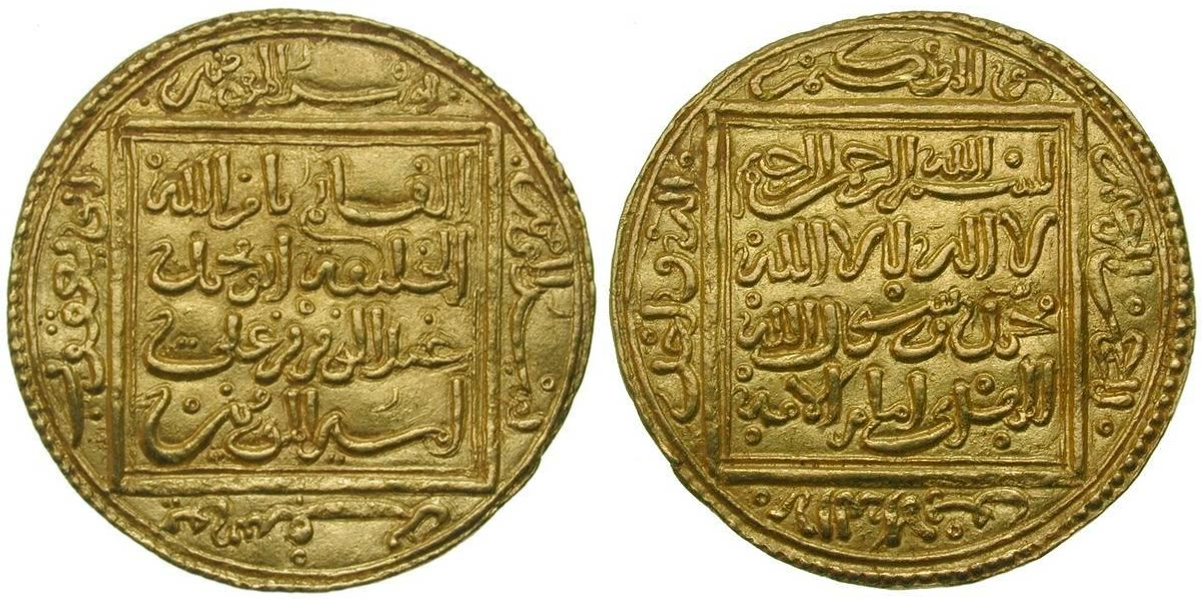

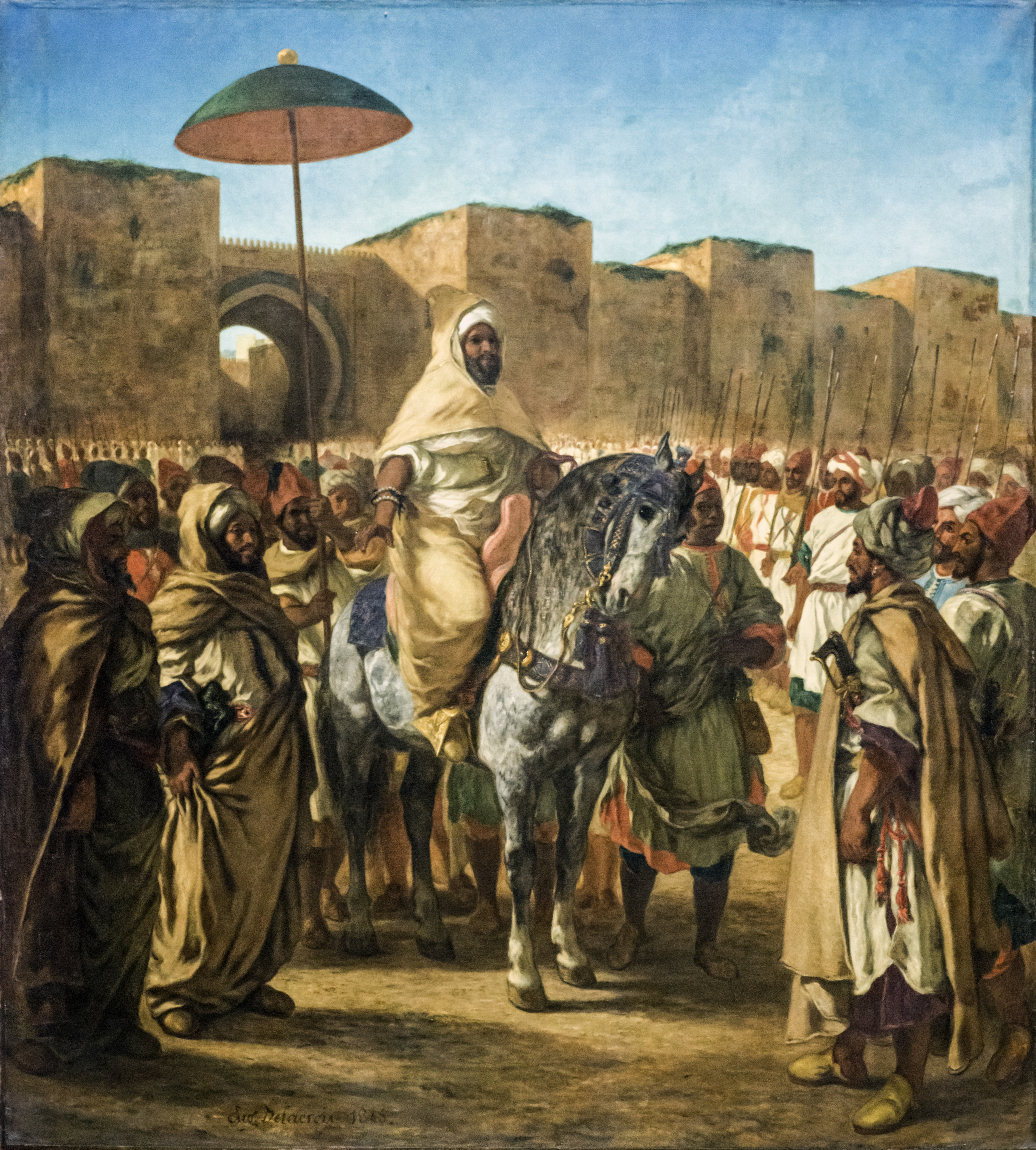
Moulay Abd-er-Rahman, sultan de Maroc

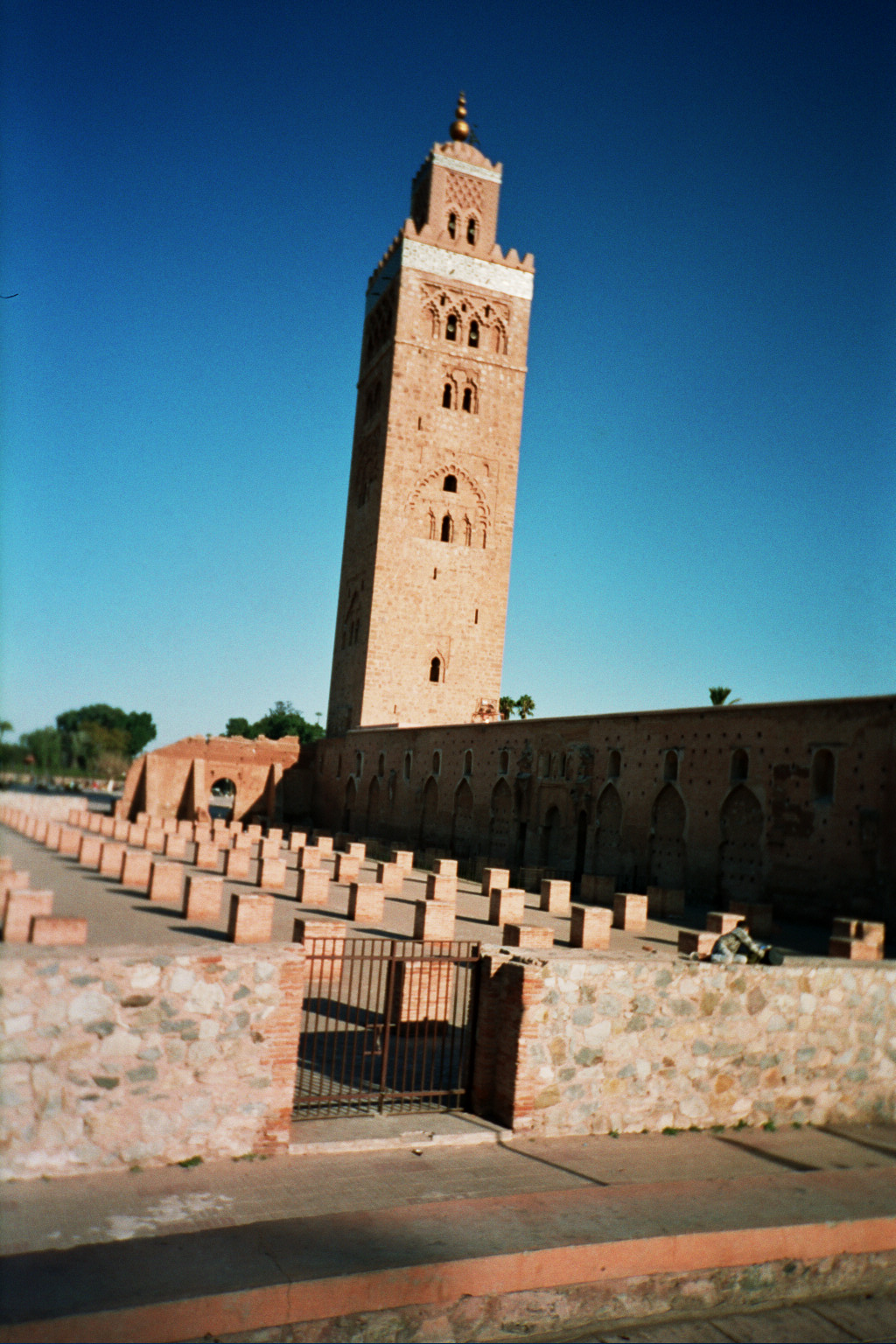
Koutobia, Marrakech

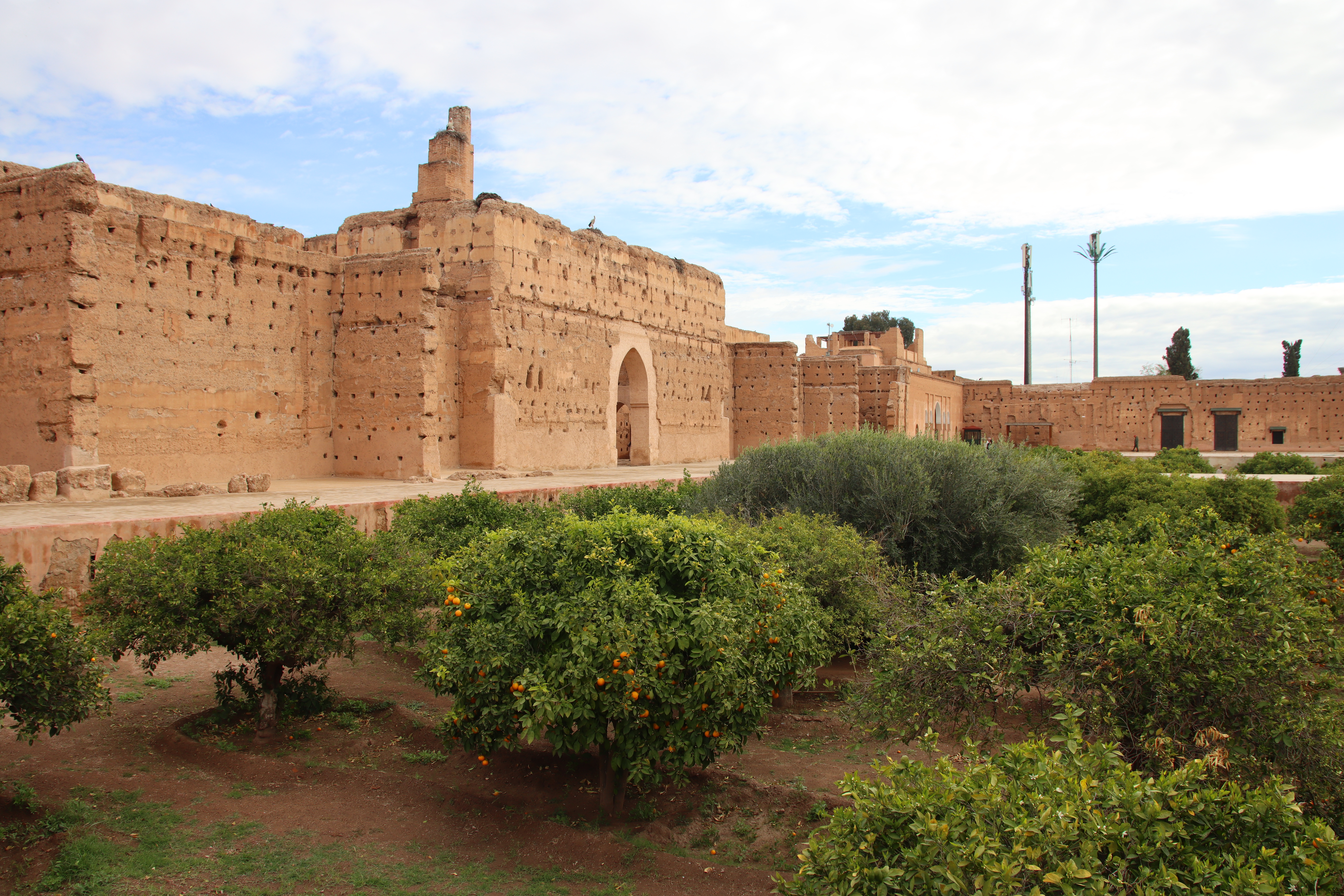
Palatul El Badi

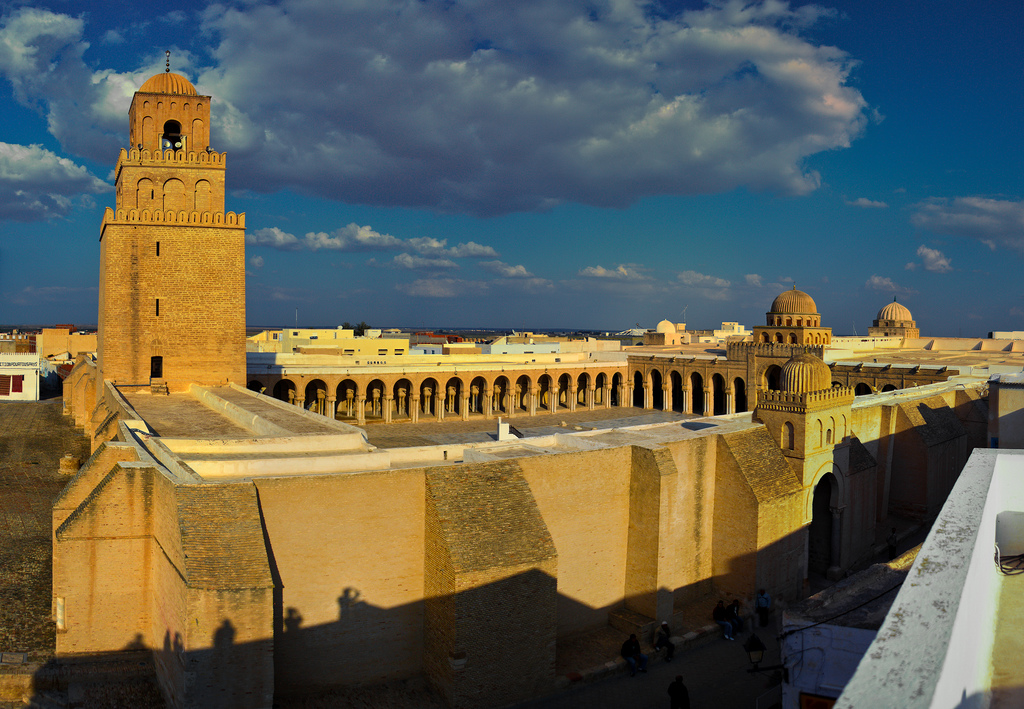
Moscheea de la Kairouan

În timpul dominației otomane, coasta Algeriei, Libiei și Tunisiei erau disputate pe parcursul secolului XVI. Spaniolii și otomanii au concurat pentru supremația militară și comercială din Mediterana. Pirații, berberii, corsarii au reprezentat o amenințare permanentă fiind neloiali și prădau orașele de pe coasta. Cei mai cunoscuți au fost cei doi frați Khayr ad-Din ce conducea atacuri asupra galoanelor spaniole, determinându-l pe Carol Quintul să atace principalele centre din nordul Africii, asediind Algerul și ocupând Tunisul în 1535. 
Pe termen lung, supremația de iure asupra părții estice a Maghrebului era deținută de otomani, aceștia cucerind Cirenaica în 1521, Tripolitana în 1551, Algeria în 1556 și Tunisia în 1574. În 1587-1671, Algeria era administrată de un pasă, guvernator turc, până când ienicerii locali au preluat puterea, fiind oficial dependenți de sultan. Dominația lor s-a menținut până la ocupația franceză din 1830. În 1591, pasă a fost înlăturat din Tunisia în favoarea unui conducător autonom. 
În 1640, Hamud ibn Murad a preluat puterea, fondând dinastia Muradid-bei, domniind până în 1702. Au fost succedați în 1705 de Husein ibn Ali, punând bazele dinastiei Huseinizilor ce a condus până la declararea republicii în 1957. În Tripolitana, dinastia Karamanli a domnit în 1711-1832. Armatele navale ale acestora au fost recunoscute că fiind pirați de temut. Înainte de 1800, regiunea era văzută de Franța că un teritoriu colonial.

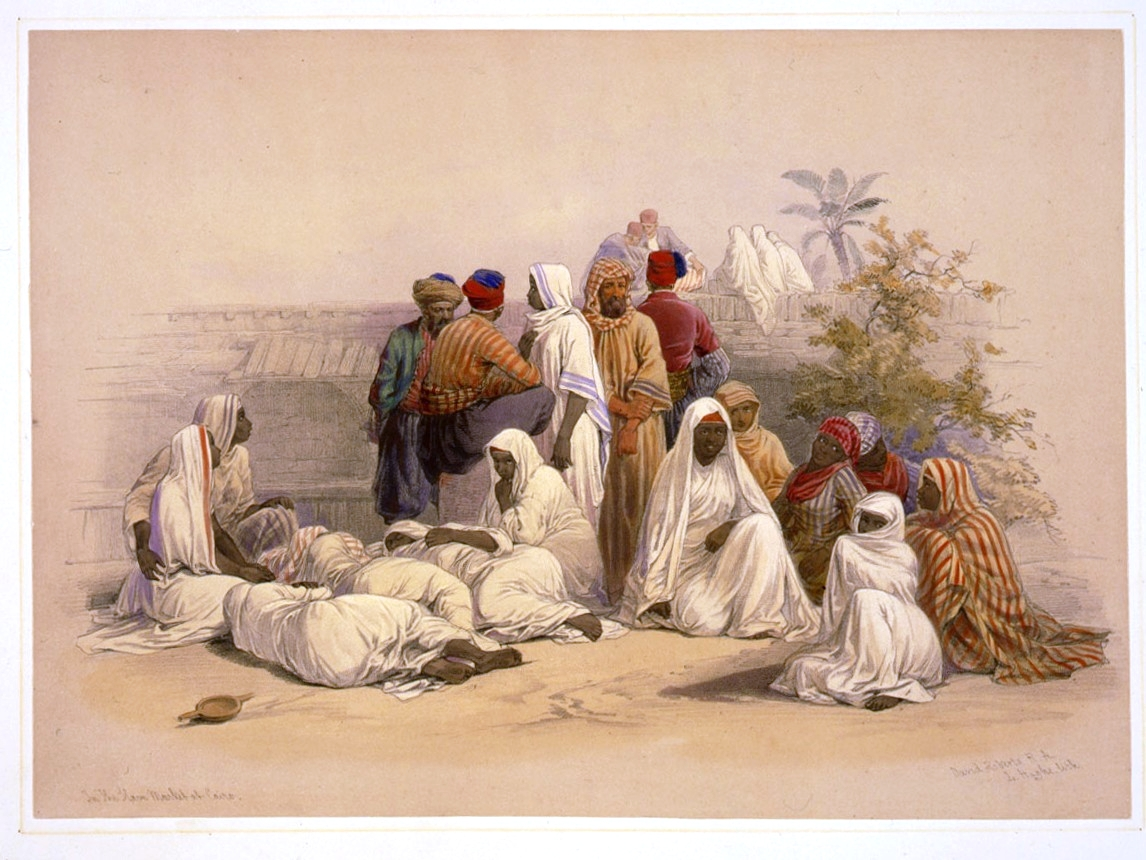
Piata de sclavi in Cairo

Marocul nu a ajuns sub dominație otomană, dar s-a confruntat cu Portugalia pentru a-și apară independența. Suveranii Marocului din 1472, Wattasizii au pierdut la Melilla în favoarea Spaniei, apoi Agadirul și întinderi vaste din regiunea coastala în favoarea Portugaliei care a asediat Marrakechul în 1515. În 1524, dinastia Saadita s-a răsculat în sudul Marocului, iar în 1554, a fost detronat ultimul suveran Wattasid. 
Fondatorul dinastiei saadite, Mohammed al-Mahdi, a pretins titlul de sultan, a încheiat alianța cu otomanii și s-a declarat descendent al profetului Mahomed-șerif-și calif al islamului. În 1578, la Ksar el-Kebir, Ahmad al-Mansur a zdrobit invadatorii portughezi conduși de regele Sebastian și s-a situat în fruntea unei guvernări puternice, țară prosperând. Aplicând politică "makhzan", o metodă de împroprietărire cu pământ, a reușit să pună nobilimea în dificultate financiară. Fii săi au divizat țară, guvernarea de la Fes până în 1626 și guvernarea de la Marrakech până în 1659. 
Șerifii dinastiei Saadite au fost succedați de dinastia Alaoulita, care a domnit până în prezent în Maroc. Primul suveran alaoulit, Moulay ar-Rashid, s-a instalat că suveran în 1666 la Fes, și în colaborare cu otomanii, în 1669 a cucerit Marrakech-ul, în final a supus întregul Maroc. În 1672 a fost succedat de fiul sau, Ismail aș-Samin, principala personalitate a Maghrebului din secolul XVIII. Abil, curajos și brutal, a înfrânt rezistență șeicilor locali și a confreriilor religioase și și-a creat un corp de elită din 150 000 de sclavi negri și a construit orașul imperial de la Meknes. A întreținut relații comerciale cu Europa, însă cei șapte frați ai săi s-au războit între ei. Nepotul sau, Mohammad III ibn Abdallah, a readus stabilitatea prin restructurarea sistemului administrativ și financiar și prin creșterea economică realizată prin acordarea de licențe comerciale unor state. În sec. XVIII-XIX, sultanii Marocului au încheiat acorduri cu puterile europene și cu SUA. După 1810, Moulay Suleiman, fiul lui Mohammed III, și-a schimbat vederile religioase, inițial liberale, persecutând alte religii și obiceiurile locale.